# Óscar Ramírez
Óscar Antonio Ramírez Hernández (Belén, Heredia, Costa Rica, 8 de diciembre de 1964), conocido deportivamente como Óscar Ramírez, es un exfutbolista y entrenador costarricense. Desde el 18 de abril del 2025 dirige a Liga Deportiva Alajuelense de la Primera división de Costa Rica. Antes de ejercer su profesión, recibió cursos por parte de la Universidad Nacional (UNA), de la Universidad Estatal a Distancia (UNED) y mediante un congreso en Pachuca ubicado en México.
Como jugador, desempeñó la demarcación de centrocampista y desarrolló la mayor parte de su carrera en la Liga Deportiva Alajuelense durante diez años. Con el equipo rojinegro conquistó cuatro campeonatos de Primera División costarricense, una Copa de Campeones de la Concacaf en 1986 y un subcampeonato de la Copa Interamericana de 1987. Posteriormente se integró al Deportivo Saprissa, donde conseguiría la misma cantidad de títulos en el ámbito nacional, dos de la confederación en 1993 y 1995, un subcampeonato a nivel interamericano en 1994, además del Torneo Grandes de Centroamérica en 1998. Seguidamente jugó para Belén donde ganó la Copa Federación en 1996 y regresó al conjunto saprissista para concluir su etapa como futbolista. Finalmente, se retiró de forma definitiva con Guanacasteca en marzo de 2000.
Fue internacional absoluto con la selección costarricense desde febrero de 1985. Ese mismo año disputó el Campeonato de la Concacaf con miras hacia el Mundial de México, pero su país no trascendió. Luego participó en el torneo de 1989, en el cual triunfó y logró la histórica clasificación a Italia 1990. Ramírez formó parte de esta competición, donde su selección alcanzó los octavos de final. Después ganó la Copa de Naciones de la UNCAF en dos oportunidades, en las ediciones de 1991 y 1997. También apareció en los campeonatos de la Copa de Oro de la Concacaf de 1991 y en la Copa América 1997, así como en los procesos eliminatorios de los mundiales de 1994 y 1998.
Tras su retiro, empezó su carrera como entrenador en Belén, junto con su excompañero de selección Mauricio Montero. Salió rápidamente en 2003 para ser el segundo entrenador de Hernán Medford en el Deportivo Saprissa. Con él ganó las ligas en las temporadas 2003-04 y 2005-06, además de la Copa Interclubes UNCAF 2003 y la Copa de Campeones de la Concacaf 2005, la cual otorgó un cupo a los tibaseños al Mundial de Clubes. Ramírez estuvo en el significativo tercer lugar del torneo, y actualmente es el único equipo centroamericano en conseguirlo. El 28 de octubre de 2006, Óscar llegó a la Selección de Costa Rica, para asumir el puesto de asistente técnico de Medford. Poco tiempo después, obtuvo la Copa de Naciones UNCAF de 2007. En 2008 fue rescindido de su ocupación. Ese mismo año, fue presentado en el Santos de Guápiles como el primer estratega. Ganó la temporada de Segunda División con los guapileños y el ascenso a la máxima categoría. Salió del club en diciembre de 2009.
Dirigió a Alajuelense desde mayo de 2010 hasta enero de 2013. Tuvo un breve periodo de inactividad y volvió a mediados del mismo año. Su segunda gestión finalizó en mayo de 2015 y en total ganó 6 títulos. Con el equipo manudo ganó, de manera consecutiva, el Campeonato de Invierno 2010, Verano e Invierno de 2011. Posteriormente obtuvo la Supercopa de Costa Rica y el Campeonato de Invierno en 2012. Su último título conseguido con los alajuelenses fue en el Invierno 2013. Antes de la dimisión de su cargo, alcanzó los subcampeonatos de los Veranos 2014 y 2015. En diciembre de 2014, logró con su club el récord de mayor puntaje de la modalidad de torneos cortos, con 53.
Fue nombrado nuevamente como asistente de la selección costarricense el 5 de agosto de 2015, siendo esta vez de Paulo Wanchope. Debido a la renuncia del entrenador, Óscar Ramírez tomó el lugar de director técnico y fue presentado de manera oficial el 18 de agosto. Encaminó a su país en los juegos oficiales correspondientes a la Eliminatoria del Mundial 2018 —clasificando a la competición—, Copa América Centenario, Copa Centroamericana 2017, Copa de Oro de la Concacaf 2017 y la Copa del Mundo 2018.

## Trayectoria

### Como futbolista

#### Inicios
Su primer contacto con el deporte lo dio en los Juegos Deportivos Nacionales, competición en la que representó al cantón de Belén. Uno de sus mayores logros fue el subcampeonato en la edición de 1981, llevada a cabo en la provincia limonense. Además de ser parte del equipo cantonal, Ramírez jugó para el Mosco de la Alianza La Ribera, el infantil de San Isidro, con la Universidad Nacional y las divisiones inferiores de Belén, este último perteneciente al club profesional. Sus buenas presentaciones le permitieron, al año siguiente, ser convocado a la Selección Juvenil de su país, dirigida por Rafael Ángel Oviedo.
Una vez que escaló posiciones en el fútbol, su deseo fue llegar a un conjunto de Primera División, y por ese motivo realizó pruebas en Ramonense, pero no lo contrataron. En otra oportunidad contactó a Francisco Murillo, un directivo de Alajuelense, para negociar un posible fichaje. Dos semanas después se hizo oficialmente su vínculo con los rojinegros.

#### L.D. Alajuelense
Óscar Ramírez debutó en la Primera División de Costa Rica el 13 de noviembre de 1983, jugando para Liga Deportiva Alajuelense y enfrentó su primer encuentro ante Ramonense. Una semana después marcó su primer tanto contra el Municipal San José. Permaneció por diez años con el conjunto alajuelense y ganó cinco títulos, cuatro de ellos fueron de liga costarricense y uno de Concacaf. Específicamente, triunfó en el campeonato de 1983, 1984 y en las temporadas 1990-91 y 1991-92. En el ámbito internacional consiguió la Copa de Campeones de 1986 y un subcampeonato de la Copa Interamericana de 1986, después de perder la final contra el River Plate de Argentina. En total tuvo 316 apariciones, de las cuales marcó 31 goles.

#### Deportivo Saprissa
El futbolista tuvo una confrontación con el directivo liguista Ivan Mraz en 1993, a causa de unos rumores que apuntaban que Ramírez no quería renovar con Alajuelense por temas salariales. Como resultado, provocó el disgusto de Óscar e hizo que buscara otras oportunidades en el balompié costarricense. Representantes del Deportivo Saprissa contactaron al jugador para que fuera nueva figura del equipo morado y Ramírez, conociendo las consecuencias de pasar al rival histórico en clásicos de su anterior club, aceptó la oferta. Estuvo en dos periodos con los tibaseños: de 1993 a 1995, y desde 1997 a 1999. Conquistó la misma cantidad de torneos nacionales (4), en las temporadas de 1993-94, 1994-95, 1997-98 y 1998-99. Además obtuvo la Copa de Campeones de la Concacaf en 1993 y 1995, donde también estuvo presente en el subcampeonato de la Copa Interamericana 1994. A nivel regional, obtuvo el Torneo Grandes de Centroamérica 1998.

#### Belén F.C.
Llegó a Belén en 1995, lugar donde creció, y formó parte de Belén Fútbol Club hasta 1997. Contabilizó 74 participaciones y logró 6 anotaciones. Bajo la dirección técnica de Alexandre Guimarães, el conjunto belemita ganó la Copa Federación en 1996. Ramírez, por su parte, fue el seleccionador nacional del equipo con más partidos disputados, con 23 clase A.

#### A.D. Guanacasteca
El jugador decidió terminar su carrera en Segunda División con Guanacasteca. Tenía como principal intención transmitir la experiencia adquirida a los jóvenes del equipo para un posible ascenso, pero no fue valorado. Sin embargo, aún tiene aprecio por la provincia. Se retiró a los 35 años de edad, luego de una controversia con el estratega Carlos Avedissián. Su salida terminó discreta y no pidió una gran despedida por parte del público, además afirmó que el fútbol ya no era su pasión y que quería continuar su vida de manera normal en una finca, para dedicar más tiempo a su familia, la cual permaneció distante por el deporte. En una entrevista realizada por un periódico costarricense a finales de marzo de 2000, se le preguntó sobre la posibilidad de dirigir a un club y respondió: «Todavía no lo he pensado, pero si alguien necesita de mi consejo con mucho gusto se lo daré y si requieren de mi imagen para obras benéficas también estaría dispuesto». Con esto terminó su carrera de 18 años, donde participó en total 557 juegos y anotó 43 goles en la máxima categoría.

### Como entrenador

#### Belén F.C.
Debutó en el banquillo de Belén en 2001, con su excompañero de selección Mauricio Montero para los Juegos Nacionales de ese año. Ramírez se encargó principalmente del trabajo físico. En ocasiones daba indicaciones a los futbolistas, y de esta forma fue tomando más confianza en la profesión de entrenador. Su amistad con Montero se remonta desde la década de 1980, y la dirección técnica de ambos exjugadores se complementó de manera positiva. Ramírez decidió dejar su cargo en 2003.

#### Deportivo Saprissa
Con la llegada del empresario mexicano Jorge Vergara al Deportivo Saprissa, el 21 de marzo de 2003 se hizo oficial el anuncio sobre la incorporación de Ramírez al banquillo tibaseño, para asumir un puesto como segundo entrenador de Hernán Medford. El primer encuentro del campeonato costarricense que disputó lo hizo desde la grada, ya que aún no contaba con la inscripción de los organizadores de la competencia liguera. El partido se desarrolló el 23 de marzo ante el conjunto de San Carlos, en el Estadio Carlos Ugalde. El único tanto del uruguayo Nelson Laluz al minuto 80' fue suficiente para la victoria de 0-1. Una vez habilitado para dirigir, Medford y Ramírez debutaron el 3 de abril contra Guanacasteca en condición de local. En esa oportunidad, el marcador quedó balanceado a dos goles. Al término de la temporada 2002-03 en el mes de junio, su equipo no logró hacerse con el título nacional.
En la primera fecha del Torneo de Apertura de la temporada 2003-04, desarrollada el 17 de agosto, los morados visitaron el Estadio Allen Riggioni para tener como adversario a Carmelita. A causa de la fuerte lluvia que afectó el escenario deportivo, el encuentro fue suspendido por los árbitros antes de iniciar el segundo tiempo, por lo que el marcador quedó igualado a un tanto. En paralelo con el certamen nacional, su club también disputó la Copa Interclubes de la UNCAF, competencia que tuvo su comienzo en la fase de grupos en el mes de octubre. Los saprissistas superaron esta etapa como líderes después de las tres victorias consecutivas sobre los rivales como el Real Estelí de Nicaragua, FAS de El Salvador y Diriangén nicaragüense. La semifinal tuvo como sede en territorio estadounidense, específicamente en Los Angeles Memorial Coliseum, el 19 de diciembre. En esa ocasión, su grupo dirigido enfrentó el clásico contra Alajuelense y el gol de Gerald Drummond fue indispensable en las aspiraciones al título regional. Dos días después, en el mismo escenario deportivo, se llevó a cabo la final ante el Comunicaciones de Guatemala. Ramírez y Medford celebraron su primer cetro al mando del Saprissa tras el triunfo con cifras de 2-3. Por otro lado, los tibaseños se adjudicaron con el primer sitio de la tabla de Apertura, para quedar campeón con 57 puntos.
El 17 de marzo de 2004 comenzó para sus futbolistas la Copa de Campeones de la Concacaf, en la instancia de los cuartos de final. El compromiso de ida fue en el Estadio Ricardo Saprissa ante el Pachuca de México. Los tantos de Wilson Muñoz y Álvaro Saborío adelantaron a su conjunto en el marcador para que este concluyera 2-0. El juego de vuelta fue una semana después en el Estadio Hidalgo. Las cifras fueron de pérdida 2-0, igualando el resultado agregado. Debido a esta situación, los penales fueron requeridos para definir al clasificado y los morados avanzaron por la victoria 0-3 en este tipo de definiciones. El 14 de abril fue el encuentro de ida de las semifinales, frente al Chicago Fire de Estados Unidos. Mediante el sistema ofensivo de Medford, acompañado con la táctica defensiva de Ramírez, el resultado fue de 2-0 a favor de los tibaseños. A pesar de la derrota 2-1 en el Soldier Field, el Saprissa fue el que terminó avanzando por el global de 2-3. El 5 de mayo se dio la final de ida en el recinto morado, contra Alajuelense, la cual acabó balanceada a un gol. El 12 de mayo, sus dirigidos tuvieron la peor derrota frente a los manudos en el Estadio Morera Soto, con marcador de 4-0. Con esto su conjunto quedó subcampeón de la competencia continental. Para el Torneo de Clausura 2004, su equipo quedó en el segundo puesto con 47 puntos, dos menos que el Herediano. Por lo tanto, el 16 de mayo fue la ida de la final nacional por el título, en condición de visitante. La igualdad a una anotación definió esta primera serie. Cuatro días después se desarrolló la vuelta como local. El triunfo de 2-1 aseguró el campeonato número «23» de los saprissistas.
El formato de liga costarricense cambió a partir de la temporada 2004-05. La jornada 1 del Torneo de Apertura se desarrolló el 21 de agosto en el Estadio Ricardo Saprissa, donde su club recibió a Ramonense. Los monarcas de la pasada campaña iniciaron con buen ritmo tras los goles de Alonso Solís y Walter Centeno, en la victoria de 2-0. En la vigesimotercera edición de la Copa Interclubes de la UNCAF, su grupo fue instaurado automáticamente en la segunda ronda de la competencia, enfrentando la serie de visita recíproca al Real Estelí de Nicaragua. El 20 de octubre fue la ida en territorio nicaragüense, y el marcador de 0-1 favoreció al Saprissa, quien posteriormente confirmaría su pase a la siguiente ronda tras el triunfo con cifras de goleada 4-0, esto una semana después. La ronda final fue de un solo grupo, compartido con el Olimpia de Honduras, el FAS de El Salvador y el Municipal de Guatemala, donde todos los juegos tuvieron como sede el Estadio Cementos Progreso. Estadísticamente, los saprissistas obtuvieron una victoria, un empate y una derrota, para acumular 4 puntos y lograr el segundo lugar de la tabla, por debajo de los guatemaltecos, quedando subcampeones. Al término de las 16 fechas del torneo nacional, su equipo clasificó a la siguiente fase como líder del grupo B con 30 puntos. La ida de las semifinales fue el 15 de diciembre, de clásico ante Alajuelense en el Estadio Morera Soto. El marcador fue de empate 1-1. La vuelta fue el 19 de diciembre como local, y el resultado fue nuevamente igualado 1-1. A causa de esto, los penales decidieron el partido y las cifras de 4-3 favorecieron a los tibaseños. El 23 de diciembre fue la final de ida contra el Pérez Zeledón en condición de visita, escenario donde se presentó el empate sin anotaciones. Una semana después fue la vuelta en el Estadio Ricardo Saprissa, y la pérdida de 0-1 dio el título de Apertura a los generaleños.
El 9 de marzo de 2005 inició oficialmente la Copa de Campeones de la Concacaf, en las series de cuartos de final. Su equipo fue emparejado con el Kansas City Wizards y la ida fue en el Arrowhead Stadium. Con determinación, sus dirigidos afrontaron este compromiso y el marcador fue de igualdad 0-0. El 16 de marzo fue la vuelta en Estadio Ricardo Saprissa, donde los morados estuvieron cerca de ser eliminados por el gol del rival José Burciaga al minuto 79'. Sin embargo, antes de finalizado el encuentro, el futbolista Gerald Drummond marcó el gol del empate para forzar el partido a la prórroga. En seis minutos del primer tiempo extra, el mismo Drummond hizo el tanto de la victoria definitiva 2-1. El 7 de abril fue la semifinal de ida en condición de local, contra el Monterrey de México. En esta oportunidad, el resultado fue balanceado a dos anotaciones. Una semana después, en el Estadio Tecnológico, su club volvería a empatar, siendo de cifras 1-1. Su grupo avanzó a la otra instancia tras vencer 3-5 en los penales. La final de ida tuvo lugar el 4 de mayo en «La Cueva» ante el Pumas de la UNAM, igualmente mexicano. Los goles de Christian Bolaños y Gabriel Badilla dieron la victoria de 2-0. El 11 de mayo fue el último compromiso del torneo en el Estadio Olímpico Universitario, y a pesar de la derrota 2-1, los morados se coronaron campeones del área por tercera vez en su historia. Además, este título significó la clasificación del Saprissa al Mundial de Clubes de la FIFA en diciembre de ese año.
En la competencia nacional, correspondiente al Clausura 2005, los tibaseños acabaron como líderes del grupo A con 28 puntos, distribuidos en siete victorias, la misma cantidad en empates y dos derrotas. Por lo tanto, avanzaron a la etapa eliminatoria. El triunfo con cifras globales de 2-1 en semifinales sobre el Cartaginés permitió a los saprissistas clasificar a la última ronda. El 8 de mayo fue la ida de la final contra Alajuelense en el Estadio Morera Soto. En este compromiso se dio la polémica debido a que el delantero rival Alejandro Alpízar rompió accidentalmente la nariz del defensor morado Ronald González, y este momento fue el que precedió el gol del manudo Pablo Izaguirre al cierre del cotejo. La vuelta fue el 16 de mayo en el Estadio Ricardo Saprissa, donde la igualdad a dos tantos fue insuficiente por el resultado global de 2-3 que favoreció a los adversarios.
La Copa Interclubes de la UNCAF 2005 empezó el 29 de julio para los morados. En esta oportunidad, el contrincante fue el FAS de El Salvador en condición de visita. El marcador fue de victoria 0-2. El 3 de agosto fue la vuelta de local, donde el empate sin anotaciones prevaleció al término de los 90 minutos. Con el resultado agregado, los morados avanzaron en el torneo regional. El 20 de septiembre fue la ida de los cuartos de final contra el Marathón de Honduras, partido en el que las cifras fueron de goleada 4-0. Una semana después, el mismo marcador se repetiría a favor de los rivales, por lo que la serie se definió en los penales. El conjunto tibaseño clasificó a la siguiente instancia tras el triunfo de 5-4. Sin embargo, la derrota 1-3 y la igualdad 1-1 ante el Olimpia hondureño dejaron sin posibilidades de optar por el título. Los juegos por el tercer lugar se desarrollaron a finales de noviembre frente al Pérez Zeledón, cuyos resultados fueron de 2-0 para cada escuadra en su localía. Nuevamente los penales fueron requeridos para decidir al ganador, siendo Saprissa el ganador con marcador de 5-3.
La histórica participación de los morados en el Mundial de Clubes de la FIFA, con sede en Japón, comenzó oficialmente el 12 de diciembre de 2005. En esa fecha los saprissistas enfrentaron al Sydney de Australia en el Estadio Toyota. Con la disposición ganadora propuesta por Hernán Medford y el estudio del rival por Ramírez, hicieron que los tibaseños triunfaran con marcador de 0-1, por intermedio de Christian Bolaños al minuto 47'. Tres días después, en el Estadio Internacional de Yokohama, su club tuvo como rival al campeón europeo Liverpool, de Inglaterra. A pesar de los esfuerzos por tratar de superar la serie, el equipo morado se vio derrotado con cifras de 0-3. El 18 de diciembre, en el mismo escenario deportivo, se llevó a cabo el juego por el tercer lugar de la competencia, contra el Al-Ittihad de Arabia Saudita. La primera parte se jugó a un ritmo muy lento y la primera ocasión fue para el conjunto asiático, cuando a los cinco minutos Adnan Falatah disparó al arco pero el balón se estrelló contra la defensa. Unos minutos después, Mohamed Kallon lo intentó, ocasionando que el arquero José Francisco Porras rechazara el balón con los puños. De esa jugada el conjunto centroamericano tuvo un contraataque que terminaría en gol del potente delantero Álvaro Saborío, que luego de un pase de Christian Bolaños definió ante la oposición de Osama Al Harbi, poniendo el transitorio 1-0 a los 13 minutos. Luego de un pase de Mohammed Noor, el delantero sierraleonés conseguiría la transitoria igualdad al minuto 28'. También pudo haber puesto en ventaja a su equipo con un fenomenal tiro libre que se pegó en un poste. En la segunda mitad, el partido continuó de la misma forma que en el primer tiempo. Al minuto 53', Ronald González le cometió una falta en el área al único delantero del equipo saudí, falta que Joseph-Désiré Job cambiaría por gol, poniendo a su equipo arriba en el marcador por primera vez. A cinco minutos del final, el arquero le comete penal a González y Saborío no falló y empató el partido. Rónald Gómez a un minuto del final ejecutó un magnífico tiro libre, que le costó la expulsión a Hamad Al Montashari, dándole la victoria y el tercer puesto al equipo costarricense.
En el Torneo de Apertura de la temporada 2005-06, el Saprissa consolidó el liderato del grupo B con 37 puntos, y aseguró el pase a la ronda eliminatoria. Las semifinales se desarrollaron en diciembre contra el Puntarenas, donde la ida favoreció al rival con marcador de 2-0, mientras que la vuelta fue de remontada para los morados, con cifras de 4-1. Pocos días antes de concluido el mes, se dieron las finales ante el Pérez Zeledón, las cuales concluyeron en igualdad a un tanto. Los penales fueron requeridos para determinar el ganador del título, siendo el conjunto morado el vencedor.
La Copa de Campeones de la Concacaf 2006 para el grupo tibaseño se inauguró el 23 de febrero, fecha de la ida de los cuartos de final contra Los Angeles Galaxy de Estados Unidos, en el Home Depot Center. El empate sin goles prevaleció al término de los 90 minutos. El 8 de marzo fue la vuelta en el Estadio Ricardo Saprissa, escenario en el cual los saprissistas triunfaron con cifras de 3-2. La semifinal de ida tuvo lugar en el Estadio Nemesio Díez ante el Deportivo Toluca de México. El doblete del rival Carlos Esquivel definió el resultado 2-0 a favor de los mexicanos. A pesar de la victoria 3-2 en el compromiso de vuelta, los tibaseños quedaron eliminados del certamen por el marcador agregado de 3-4.
En cuanto a la situación en el Torneo de Clausura 2006, su equipo dirigido avanzó a la siguiente fase tras asegurar el segundo lugar del grupo A, con diez victorias, tres empates y la misma cantidad en pérdidas. Las semifinales fueron a principios de abril ante el Brujas, donde la ida y vuelta terminaron a favor de los morados, con cifras de 0-1 y 2-1, respectivamente. El 17 de abril fue la final de ida contra Alajuelense, lugar donde se presentó la igualdad de 1-1. La vuelta fue el 23 de abril en condición de local, la cual culminó con la victoria de 2-1 para su club. Pese a ser campeón de ambas competencias, no se tuvo la necesidad de disputar una final nacional por el título. Por otro lado, la institución morada consiguió la estrella número «24» en su historia y el segundo para Medford y Ramírez.
El 6 de agosto de 2006 se llevó a cabo el primer partido del torneo de liga costarricense, en la visita al Estadio Ebal Rodríguez para tener al Santos de Guápiles como el contrincante en esa oportunidad. Los tantos de sus dirigidos Andrés Núñez, Alejandro Alpízar y Walter Centeno fueron suficientes en la victoria de 1-3. El 23 de agosto fue la inauguración de la Copa Interclubes de la UNCAF, donde su club enfrentó al Real Estelí de Nicaragua en el Estadio Independencia, por la ida de los octavos de final. A pesar de estar en desventaja en el marcador desde el minuto 22', su equipo logró un sistema ofensivo para equiparar las cifras definitivas a un gol. El 29 de agosto fue la vuelta en el Estadio Ricardo Saprissa, y la única anotación de Centeno valió el cupo a la siguiente ronda. El 26 de septiembre, en el mismo escenario deportivo, se realizó el compromiso de ida de los cuartos de final contra el Victoria hondureño. Por otro lado, el tanto de Gabriel Badilla sirvió para tener la ventaja momentánea en la serie. Sin embargo, la vuelta desarrollada el 5 de octubre en el Estadio Nilmo Edwards, los adversarios remontarían la situación con resultado de 2-0, por lo que el conjunto morado quedó eliminado de la competencia. El 28 de octubre se confirmó que Medford y Ramírez dejarían la dirección técnica del Saprissa, ya que ambos fueron contratados para asumir el banquillo de la Selección de Costa Rica. Su último encuentro al mando de los tibaseños fue el 5 de noviembre, en el empate a un gol ante el Santos de Guápiles. Estadísticamente estuvo en 154 juegos de campeonato nacional, donde obtuvo dos títulos.

#### Selección de Costa Rica
Los dos exfutbolistas de la selección en Italia 1990 iniciaron labores con su país, siendo esta vez en el cuerpo técnico. De igual manera que en el equipo saprissista, Medford fue el primer entrenador y Ramírez el asistente. Su primer torneo oficial fue en la Copa de Naciones UNCAF, llevada a cabo en febrero de 2007 en El Salvador. Los costarricenses triunfaron en la fase de grupos frente a Honduras, pero perdieron contra Panamá. Los resultados obtenidos en esta ronda, permitieron avanzar a las etapas de semifinales y final, en las cuales terminaron con victoria, ante El Salvador y Panamá, respectivamente. De esta manera, Hernán y Óscar lograron su primer título y el sexto para los Ticos, además de un cupo para la Copa de Oro de la Concacaf de junio de ese año. La situación se complicó a partir de esta competición, debido a que la selección perdió ante Canadá y empató contra Haití, con únicamente una victoria sobre Guadalupe, para clasificar a los cuartos de final contra México y quedar eliminados. Después atravesó una mala racha de resultados sin victorias, registrando siete empates y dos pérdidas en encuentros amistosos entre agosto de 2007 hasta marzo de 2008. Ambos dirigieron la segunda ronda de la Clasificación de la Concacaf hacia Sudáfrica 2010, empatando a dos tantos contra Granada y ganando 3-0 en el encuentro de vuelta. Sin embargo, Medford y Ramírez fueron rescindidos de sus cargos en junio de 2008, acumulando 8 triunfos, 5 derrotas y 10 empates.

#### Santos de Guápiles
Poco tiempo después de su salida del combinado nacional, el 21 de febrero de 2009 se confirmó, mediante un comunicado de prensa, la incorporación de Ramírez en el Santos de Guápiles de la Segunda División. Su equipo en el Torneo de Clausura quedó eliminado de la opción de obtener el título, pero habiendo ganado el Apertura 2008, tuvo la oportunidad de disputar la final nacional por el ascenso. El rival de esta serie fue el Barrio México, durante el mes de junio. Óscar y sus dirigidos lograron vencer a los canelas, para alcanzar la promoción a la máxima categoría.
Debutó como entrenador de Primera División el 25 de julio de 2009, en la fecha inaugural del Campeonato de Invierno frente al Brujas, la cual terminó con empate 0-0. Al finalizar la fase regular del torneo, su club quedó de sexto lugar del grupo A con 21 puntos y noveno de la tabla general. El entrenador dirigió 16 partidos, de los cuales en cinco obtuvo la victoria, la misma cantidad en derrotas y seis empates. El 21 de diciembre abandonó su puesto para ser reemplazado por Ronald Gómez.

#### L.D. Alajuelense
Tras permanecer medio año sin club, se le presentó la oportunidad de dirigir al equipo con el que debutó como futbolista, la Liga Deportiva Alajuelense. Aceptó la oferta en mayo de 2010 y preparó la pretemporada de cara al Campeonato de Invierno, con la responsabilidad de terminar la racha de los rojinegros de cinco años sin ganar un título nacional. Debutó el 24 de julio contra el Cartaginés en el Estadio Morera Soto, y obtuvo su primera victoria con marcador de 2-0. Al acabar la primera etapa del torneo, estuvo en el banquillo por 16 juegos, 11 de ellos terminaron en victoria, 3 en empate y 2 en derrota, para lograr el primer lugar de la tabla del grupo A con 36 puntos, y liderar en la general para avanzar a la siguiente fase. El 13 de noviembre se llevó a cabo el encuentro de ida de los cuartos de final frente a Pérez Zeledón, en el Estadio Municipal; el resultado terminó igualado a dos tantos. Luego se llevó a cabo la vuelta y terminó con cifras de goleada 4-1, para así continuar en el campeonato. El 24 de noviembre se desarrolló el cotejo de ida de la semifinal ante el Cartaginés en el Estadio "Fello" Meza; con determinación sus dirigidos lograron la victoria 1-2, y la vuelta se confirmó la clasificación a la última instancia, por el triunfo 3-0 de local. La final de ida se realizó el 12 de diciembre en el Estadio Rosabal Cordero, enfrentando al Herediano. El empate sin goles prevaleció en este partido. El 19 de diciembre se dio a conocer el ganador; a pesar de iniciar perdiendo con gol del rival, su futbolista Pablo Gabas empató la serie al minuto 90' para seguir con las aspiraciones planteadas. El juego se llevó a los tiempos suplementarios y nuevamente el marcador finalizó con empate. Óscar Ramírez envió a Leandrinho, Luis Marín, Gabas, Giancarlo González y a Christian Oviedo para efectuar los lanzamientos desde el punto de penal. Cuatro de ellos concretaron, excepto Marín, y tras un fallo del herediano, Oviedo cobró el último tiro y el definitivo para la victoria 4-3. Con esto, Ramírez ganó su primer título de campeón nacional en su torneo de debut, y el «25» en la historia liguista.
Empezó con empate su segunda competición, con el resultado de 1-1 ante el Cartaginés, partido correspondiente a la fecha 1 del Campeonato de Verano 2011, disputada el 9 de enero. Su equipo avanzó como líder del grupo B, tras finalizar la etapa de clasificación con 31 puntos. Óscar estuvo presente en 16 encuentros, de los cuales 9 fueron victorias, 4 empates y 3 pérdidas. La ida de los cuartos de final fue el 10 de abril, enfrentando nuevamente al Pérez Zeledón en el Estadio Municipal; el marcador terminó 1-1. Su club ganó 1-0 la vuelta el 17 de abril, e hizo frente a las semifinales contra el Herediano, rival de la anterior final. El primer partido se dio en territorio herediano y acabó con derrota 4-2, lo que complicó la situación para el siguiente juego. Sin embargo, la goleada con cifras de 4-0 de local, le permitió a su conjunto avanzar a la última ronda. La final de ida se realizó el 8 de mayo ante San Carlos en el Estadio Carlos Ugalde; y su equipo salió con ventaja después del resultado 1-0. El 14 de mayo se repitió el marcador, por lo que ganó su segundo título de campeón y la estrella «26» de la institución.

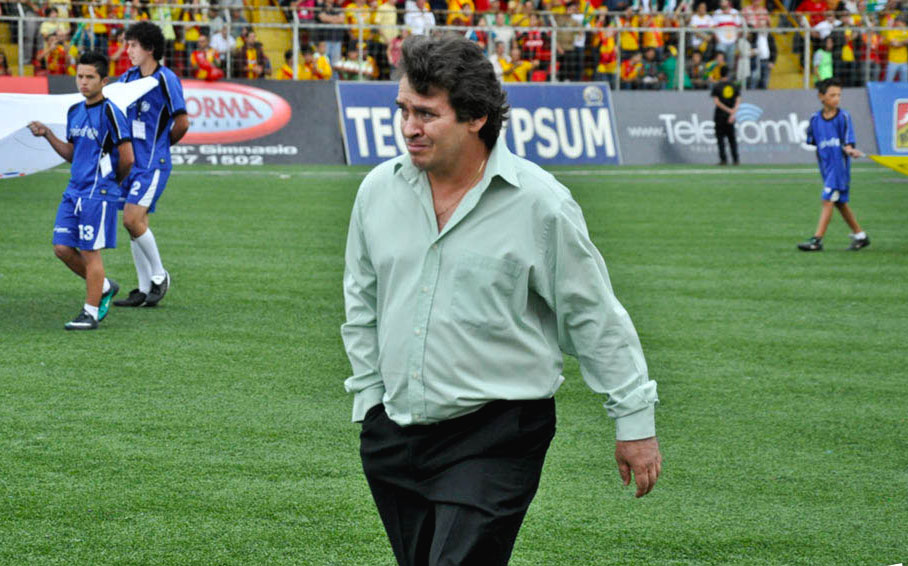
El entrenador en la final de Invierno 2011, partido en el que coronaría campeón a su equipo por ocasión número «27».

La primera jornada del Campeonato de Invierno 2011 se desarrolló el 31 de julio, en condición de visitante en el Estadio Municipal, donde enfrentaron al Pérez Zeledón; encuentro en el cual terminó 1-3 a favor de su club. El 16 de agosto fue su debut en la Concacaf Liga de Campeones, en la cual su equipo jugó el primer partido contra Monarcas Morelia en el Estadio Morera Soto; su inicio en esta competición continental fue de la mejor manera debido a la victoria 1-0, con gol de su dirigido Jonathan McDonald. El 25 de agosto perdió frente a Los Angeles Galaxy en territorio estadounidense pero triunfó ante el Motagua en Tegucigalpa, el 15 de septiembre. Posteriormente volvió a ganar, siendo esta vez sobre los Galácticos con marcador de 1-0. De local consiguió la victoria frente a los hondureños y el 18 de octubre acumuló una pérdida ante la escuadra mexicana. Según los resultados obtenidos en el grupo A, ubicaron a los alajuelenses con 12 puntos en el tercer puesto, por lo que no avanzaron a pesar de poseer el mismo puntaje con respecto a los mexicanos y estadounidenses; la posición fue determinada mediante el gol diferencia, por lo cual quedaron eliminados. El campeonato costarricense varió el formato de clasificación, por lo que la cantidad de jornadas aumentó a 20, y cuatro equipos son los que disputarían las semifinales. Óscar dirigió todos los encuentros, ganó 11, empató 4 y perdió 5, para lograr 37 puntos y colocarse en el segundo lugar de la tabla, con la ventaja deportiva a su favor. La semifinal de ida se dio el 27 de noviembre contra el Deportivo Saprissa; el entrenador utilizó la formación de 4-2-3-1 para obtener el triunfo de 0-1. La vuelta terminó empatada a dos tantos, pero sirvió para avanzar a la siguiente instancia. Ambas finales de ida y vuelta, ante el Herediano, terminaron igualadas 1-1. De esta manera, el campeón se decidió en los penales. Ramírez utilizó a Alejandro Alpízar, Kevin Sancho, Elías Palma, Juan Gabriel Guzmán, Marcelo Sarvas, Porfirio López y a Argenis Fernández como los tiradores. Todos anotaron, a excepción de Palma, quien falló. El resultado terminó 5-6 en triunfo, tras aprovechar un desacierto del futbolista florense. Con esto, su equipo se adjudicó como campeón nacional, Óscar obtuvo su tercer título de forma consecutiva y el «27» de los liguistas.
El Campeonato de Verano 2012 se inauguró el 15 de enero. Su equipo no jugó la primera fecha debido a la cantidad impar de clubes participantes, los cuales fueron 11, por lo que se consideraba como «jornada libre». Debutó en la competencia el 19 de enero frente a Belén, y sufrió su primera derrota con marcador de 4-2. Tuvo nuevamente una pérdida contra el Cartaginés en el Estadio Nacional, esta vez de 0-1. Al finalizar la etapa regular, su club quedó fuera de la opción de semifinales al estar en el quinto lugar con 33 puntos. Ramírez dirigió 20 partidos, ganó 10, empató 3 y perdió 7, acabando así la hegemonía manuda de los últimos torneos.

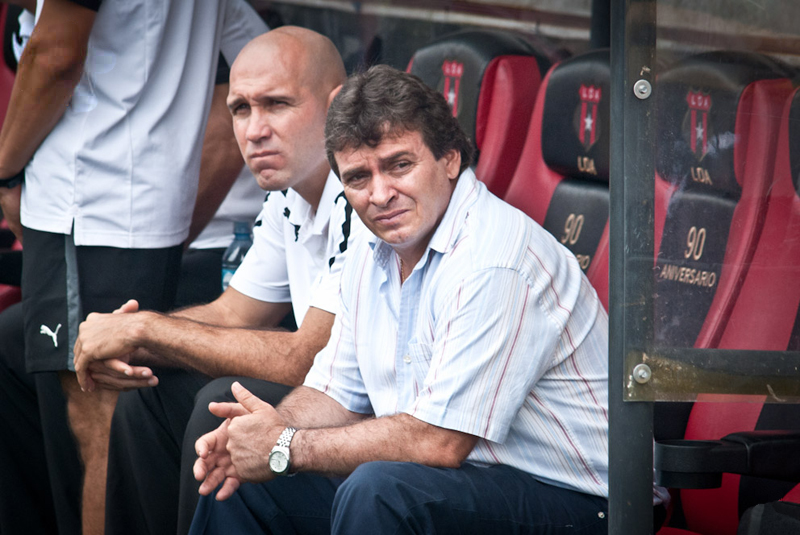
El entrenador en el banquillo, junto con su asistente Luis Marín.

El Club Sport Herediano quedó campeón del Verano 2012 y Liga Deportiva Alajuelense del Invierno 2011, por lo que se llevó a cabo la edición de la Supercopa de Costa Rica 2012 el 22 de julio. El partido fue en el Estadio Nacional; cerca de terminar el juego, futbolistas de ambas escuadras protagonizaron una pelea que acabó con el espectáculo de fútbol. El resultado fue de victoria 0-2, proclamándose campeón.
El 25 de julio comenzó el Campeonato de Invierno 2012. El torneo costarricense contó esta ocasión con 12 equipos, por lo que el número de jornadas pasó de 20 a 22. El primer encuentro fue ante el recién ascendido Uruguay de Coronado en el Estadio Morera Soto. El entrenador planteó su tradicional 4-2-3-1 y ganó 2-0. El 22 de agosto, hizo su aparición en la Concacaf Liga de Campeones, enfrentando de local al Tigres de la UANL de México por el grupo 6; el marcador terminó empatado a dos anotaciones. Posteriormente disputó la segunda fecha frente al Real Estelí en Nicaragua; un único gol le dio la victoria a su conjunto, de igual manera en territorio alajuelense. Sin embargo, la derrota de 5-0 ante los mexicanos acabó con las posibilidades de avanzar a la siguiente fase. Al término de la etapa regular del torneo local, lideró a su grupo a conseguir el primer lugar de la tabla con 44 puntos, y clasificando a la otra ronda. Por su parte, de los 22 partidos disputados, 13 fueron de victoria, 5 de empate y 4 en derrota. El partido de ida de la semifinal se llevó a cabo el 5 de diciembre en el Estadio Nacional contra Limón. El único tanto de la serie lo logró Johnny Acosta, debido a que la vuelta terminó igualada sin goles, pero avanzando a la fase determinante. El 16 de diciembre, disputó la final de ida en el Estadio Rosabal Cordero frente al Herediano, y salió con la victoria 1-2. La vuelta terminó 0-1 a favor de los florenses, pero empatando la serie a dos anotaciones en el resultado global, por lo que fue necesario la prórroga para determinar al ganador. La asistencia fue cerca de 17.000 espectadores y en el minuto 111', su dirigido Álvaro Sánchez marcó el gol del título y para adelantar a su equipo de nuevo en el marcador. Finalmente, el 3-2 global favoreció a su conjunto, por lo que significó el cuarto título para Ramírez y el «28» en la historia del club. En los primeros días de enero de 2013, Ramírez presentó la renuncia inesperada de su cargo de entrenador debido a razones de salud, especialmente por tensión, estrés y agotamiento que atravesó a lo largo de dos años y medio. Además lo hizo para dedicar más tiempo a su familia y descansar sin ninguna presión. En total contabilizó 125 juegos dirigidos.
El 13 de mayo de 2013, se hizo oficial el regreso de Ramírez al banquillo alajuelense, luego de la inactividad por cuatro meses. Óscar llegó en reemplazo del uruguayo Manuel Keosseian, quien no pudo clasificar al equipo a las semifinales del Torneo de Verano. Su primer partido fue el 21 de julio ante Carmelita, correspondiente al encuentro de vuelta de los cuartos de final del Torneo de Copa, el cual terminó en pérdida de 1-2 y 2-3 en el resultado global. Con este marcador, los liguistas quedaron eliminados.

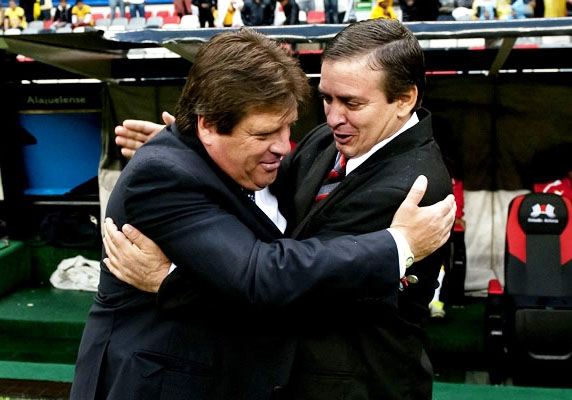
Ramírez abrazando a Miguel Herrera, después de la histórica victoria de 0-1 sobre el América, en el Estadio Azteca.

El Campeonato de Invierno 2013 dio inicio el 11 de agosto. Ramírez debutó precisamente frente al conjunto carmelo, en el Estadio Morera Soto; partido que perdió 1-2. El 22 de agosto, volvió a la Concacaf Liga de Campeones para enfrentar al Sporting San Miguelito de Panamá. El cotejo se realizó en el Estadio Rommel Fernández y acabó con derrota 1-0. Seguidamente dirigió a su equipo de local en la segunda jornada ante el América de México; el resultado fue de victoria 1-0. El 26 de septiembre venció exitosamente al conjunto panameño con cifras de 2-0 y el 22 de octubre volvió a triunfar frente a los mexicanos, en el Estadio Azteca y aseguró la clasificación hacia la siguiente ronda del torneo regional. En el campeonato de liga costarricense consiguió resultados positivos que lo colocaron en el segundo lugar de la tabla de posiciones, con 47 puntos además del avance a la posterior etapa del mismo. Al finalizar la fase regular, disputó los 22 juegos, de los cuales en 15 veces obtuvo el triunfo, en 2 oportunidades empató y en 5 perdió. En los primeros días de diciembre se llevaron a cabo los encuentros de semifinales de ida y vuelta contra el Deportivo Saprissa, de visitante y local respectivamente. Ambos partidos terminaron con victorias de 1-0 para cada escuadra, pero el criterio de desempate por medio de ventaja deportiva favoreció a los manudos, por lo que siguieron hasta la última instancia. Después de dos empates sin goles en la ida y vuelta de la final ante Herediano, el campeón se decidió mediante los lanzamientos desde el punto de penal; el marcador de 3-5 en la serie se inclinó hacia sus dirigidos. Con esto, Ramírez ganó su quinto título y el «29» para su club.
El 12 de enero fue el arranque del Campeonato de Verano 2014, con la responsabilidad de defender el título obtenido. La primera fecha se dio ante el conjunto de Carmelita en el Estadio Morera Soto, con la particularidad de que su equipo fue el visitante en su propio escenario deportivo. El estratega debutó de buena forma al vencer 1-2 a los verdolagas. El 10 de marzo se reanudó la competición de Concacaf, enfrentando en la ida de los cuartos de final al Árabe Unido panameño; el empate sin goles de local prevaleció y en la vuelta obtuvo el resultado de 0-2 a favor de los manudos. El 1 de abril perdió 0-1 la semifinal de ida contra el Deportivo Toluca, y la eliminación de su club se terminó de confirmar tras la derrota 2-0 en la vuelta desarrollada en el Estadio Nemesio Díez en México. Al término de la fase regular del campeonato costarricense, su equipo avanzó a la siguiente ronda al conseguir el segundo lugar con 42 puntos. Óscar Ramírez participó en los 22 juegos, ganó 12, empató 6 y perdió 4. La semifinal de ida se hizo efectiva en el Estadio Rosabal Cordero ante el Herediano, el 27 de abril; el empate a una anotación fue el resultado. Tres días después su club selló la clasificación a la última ronda, tras vencer a los florenses 3-1 y 4-2 en el global. La final de ida fue el 5 de mayo en el Estadio Morera Soto contra el Deportivo Saprissa, el marcador fue de igualdad sin goles. Cinco días posteriores fue la vuelta en el Estadio Ricardo Saprissa; el encuentro se caracterizó por poseer una inusual intensa lluvia. Por otro lado, sus dirigidos no pudieron llevar la victoria al salir derrotados 1-0, por lo que obtuvieron el subcampeonato del torneo.
La Copa Popular 2014 empezó el 16 de julio para su equipo. El primer juego se llevó a cabo en el Estadio Edgardo Baltodano ante Guanacasteca; el triunfo de 0-3 favoreció a sus dirigidos. El segundo partido fue el 23 de julio frente a la Universidad de Costa Rica en el Estadio Morera Soto, el cual logró la segunda victoria consecutiva. Sin embargo, el último encuentro de la fase de grupos lo perdió contra Carmelita con marcador de 2-1. Mediante el criterio de desempate por gol diferencia, su grupo terminó de primer lugar y avanzó a la ronda eliminatoria. Enfrentó al Cartaginés en las semifinales, pero su equipo perdió los partidos de ida y vuelta con marcadores de 2-1, por lo que quedaron eliminados.
El 5 de agosto de 2014, inició la Concacaf Liga de Campeones y su club afrontó la primera fecha frente al Cruz Azul de México en el Estadio Azul. Ramírez rescató, con su planteamiento, un empate de 1-1 en condición de visitante. El 17 de agosto comenzó oficialmente el Campeonato de Invierno. El primer juego correspondiente a la jornada 1 lo disputó ante el Santos de Guápiles y obtuvo la victoria 1-0. El 28 de agosto fue el segundo cotejo del torneo regional, de local contra el Chorrillo de Panamá, donde el 1-0 le brindó el triunfo a su equipo. Posteriormente empató a un tanto en el Estadio Maracaná en territorio panameño y otra igualada ante el conjunto mexicano el 21 de octubre, para conseguir el liderato del grupo 6 y avanzar a la siguiente ronda. Al finalizar la fase de clasificación de la competición nacional, Óscar y su club establecieron un nuevo récord de puntaje máximo de los torneos cortos desde su creación en 2007, con 53 y consolidándose como líder absoluto. Encaminó al conjunto rojinegro en 22 partidos, de los cuales obtuvo la victoria en 17 ocasiones, 2 fueron de empate y 3 terminaron en derrota. La semifinal de ida fue el 4 de diciembre contra el Deportivo Saprissa, quienes llegaron de cuarto lugar con 41 puntos; el entrenador utilizó una estrategia defensiva para resolver la serie de local, pero cerca de acabar el segundo tiempo, la presión ejercida por parte de los morados, provocaron la anotación y por consiguiente, la derrota de 1-0 de su equipo. Llegó al encuentro de vuelta, cuatro días después en el Estadio Morera Soto, con la obligación de obtener un resultado que les diera la clasificación a la final, pero el empate 1-1 fue insuficiente para las aspiraciones al título.

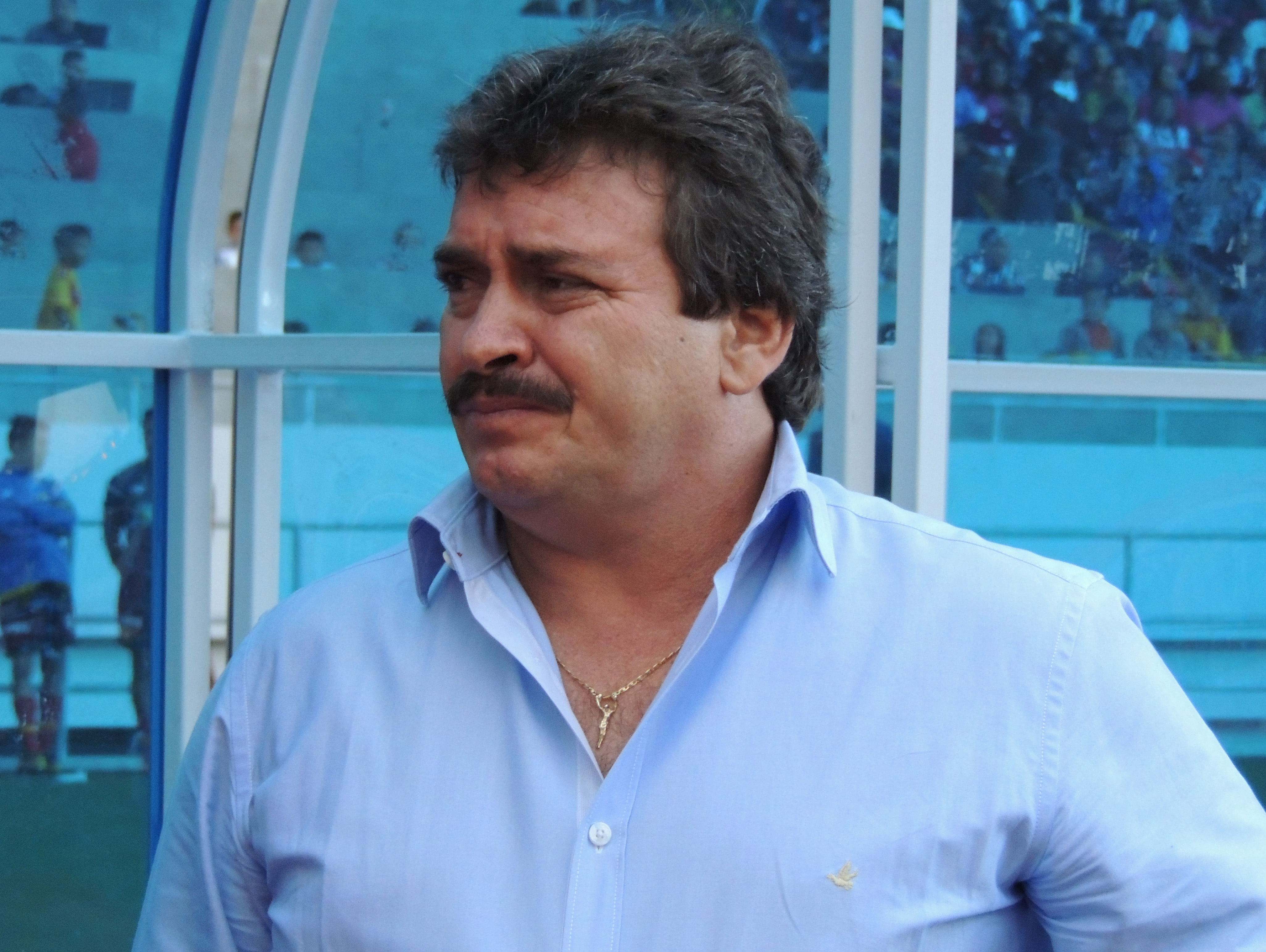
Óscar dirigiendo a Alajuelense en enero de 2015.

La fecha inaugural del Campeonato de Verano 2015 fue el 18 de enero. Su conjunto dirigido enfrentó al Santos de Guápiles en el Estadio Ebal Rodríguez; a pesar de iniciar perdiendo, su club logró remontar y ganar 1-2. El 26 de febrero regresó la competencia continental en la etapa eliminatoria. El partido de ida se desarrolló frente al D.C. United de Estados Unidos en el Estadio Morera Soto; encuentro que acabó con cifras de goleada 5-2. La vuelta terminó en derrota 2-1, pero el marcador global favoreció a su equipo para avanzar a la otra fase. El 18 de marzo se disputó el cotejo de ida de las semifinales, en el Estadio Olímpico ante el Montreal Impact de Canadá, pero salieron derrotados 2-0. El 7 de abril llegó con la responsabilidad de remontar la serie y así llegar a la final; el juego se dio de local en territorio costarricense y triunfaron con marcador de 4-2, pero el global le otorgó la victoria a los canadienses debido a la regla de gol de visita. Con esto, Ramírez y su equipo quedaron fuera de la oportunidad de alcanzar el título de Concacaf, siendo la segunda temporada consecutiva en quedar dentro de los semifinalistas. En el campeonato local, llegaron de cuarto lugar con 37 puntos y clasificándose a la siguiente instancia. Ramírez dirigió los 22 encuentros, 10 acabaron en victoria, 7 en empate y 5 en derrota. La semifinal de ida fue el 10 de mayo, enfrentando de locales al Deportivo Saprissa; el resultado fue de triunfo 2-0, con doblete de Jonathan McDonald. Tres días después, sufrieron una pérdida de 1-0 en el Estadio Ricardo Saprissa, pero el global les favoreció para avanzar en la búsqueda del campeonato. La primera final se dio el 19 de mayo en el Estadio Morera Soto frente al Herediano; el marcador terminó igualado a un gol. La vuelta concluyó el 23 de mayo en el Estadio Rosabal Cordero. El tiempo reglamentario también finalizó en empate a una anotación, por lo que fue requerida la prórroga; al minuto 95' de la primera parte extra, su dirigido Johan Venegas consiguió la anotación de la ventaja 1-2, pero al minuto 118', muy cerca de acabar el juego, los heredianos pudieron balancear el marcador para lograr un 2-2, lo que provocó la expulsión de Ramírez por los fuertes reclamos hacia el árbitro central. Los penales para decidir al campeón fueron necesarios una vez más, Óscar asignó a Johnny Acosta, Kenner Gutiérrez, Ariel Rodríguez, Kevin Sancho, Venegas y Ronald Matarrita como los tiradores; solamente los dos primeros futbolistas concretaron, los demás fallaron. Las cifras fueron de derrota 3-2, ganando el subcampeonato de liga. Dos días después, se hizo oficial que el estratega dejaría su cargo del equipo, debido a la no consecución de los objetivos de la directiva.

#### Selección de Costa Rica
Después de su salida de Alajuelense, Óscar Ramírez se mantuvo libre por cerca de tres meses. Mientras tanto, la selección costarricense fracasó en el intento de conseguir la Copa de Oro de la Concacaf de 2015, obteniendo el puntaje más bajo en la última década de la fase de grupos, además de la eliminación en los cuartos de final. Con esto, el 5 de agosto se oficializó la llegada de Ramírez al banquillo Tico, volviendo a su puesto anterior de asistente técnico, siendo esta vez que Paulo Wanchope fue el primer entrenador. Sin embargo, antes de asumir el cargo, Wanchope tuvo un altercado contra un miembro de seguridad del Estadio Maracaná de Panamá el 11 agosto, por lo que al día siguiente renunció de la dirección técnica. La Federación Costarricense de Fútbol contó con poco tiempo para la búsqueda de un estratega, y nombró a Óscar para tomar el oficio del equipo absoluto. Realizó su primera convocatoria el 27 de agosto, para los dos amistosos disputados en septiembre; varió la nómina que utilizó Chope en el torneo de la Concacaf, dejando por fuera a futbolistas como Danny Carvajal, Keyner Brown, Michael Umaña, Roy Miller, Marvin Angulo, José Miguel Cubero, Deyver Vega, David Ramírez y Jonathan McDonald. El primer encuentro se dio el 5 de septiembre, en el Red Bull Arena de Nueva Jersey ante Brasil. Durante el desarrollo del juego, la selección mostró una pequeña mejoría con respecto a partidos pasados, pero el entrenador debutó con una derrota de 1-0. Su segundo cotejo fue tres días después en el Estadio Nacional contra Uruguay; el mismo marcador se repitió, favoreciendo a sus dirigidos para la victoria. Con este resultado, terminó la racha de 11 encuentros sin ganar que arrastraba su país.

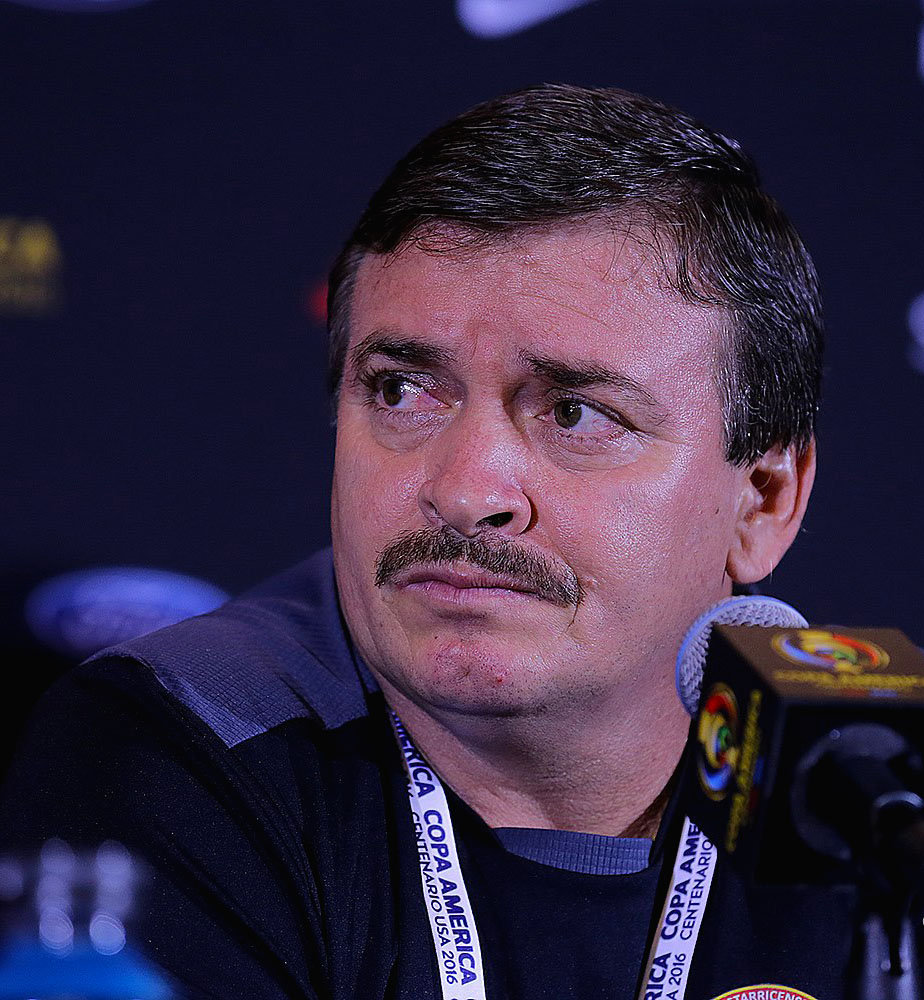
Ramírez en la rueda de prensa durante la Copa América Centenario.

El 1 de octubre, Ramírez convocó a su equipo para los dos últimos partidos amistosos previos a la Eliminatoria del Mundial 2018. El 8 de octubre enfrentó al conjunto de Sudáfrica en territorio costarricense; un único descuido defensivo costó para la pérdida inesperada de 0-1. Finalmente, viajó otra vez a Nueva Jersey para el juego del 13 de octubre ante los Estados Unidos; esta vez consiguió la victoria, con gol de Joel Campbell.
El 5 de noviembre de 2015, Óscar dio la lista de seleccionados para iniciar el camino eliminatorio hacia la Copa del Mundo. El 13 de noviembre se dio el primer partido de la cuadrangular frente a Haití, en el Estadio Nacional; mediante un buen planteamiento y el apoyo de la afición, sus dirigidos lograron el primer triunfo con cifras de 1-0. El segundo juego se disputó en el Estadio Rommel Fernández contra Panamá; los tantos de Bryan Ruiz y Marco Ureña dieron la victoria de 1-2. El último encuentro amistoso del año se dio en el Estadio Edgardo Baltodano ante Nicaragua; el cotejo se destacó por poseer una nómina completamente alternativa, pero no fue impedimento en el nuevo triunfo de 1-0. El 2 de febrero de 2016, su selección tuvo un amistoso de visitante ante la escuadra de Venezuela, el cual fue en fecha no FIFA. El panorama de su país se vio complicado con las expulsiones de Johan Venegas y David Ramírez; a pesar de esta situación, el técnico trató de mantener un esquema defensivo para conseguir un empate, pero el gol de los venezolanos llegó al minuto 88', por un desacierto del guardameta Marco Madrigal, lo que implicó en la derrota de 1-0. El 17 de marzo anunció, en conferencia de prensa, los convocados para la continuación de la eliminatoria, en los dos enfrentamientos consecutivos contra Jamaica. El 25 de marzo se desarrolló el primer juego en el Estadio Nacional de Kingston. Inició perdiendo por medio de la anotación de los jamaiquinos, pero Ramírez analizó las variantes disponibles y envió como sustitución a Christian Bolaños, quien fue pieza fundamental del empate 1-1 definitivo que fue aprovechado por Johnny Acosta. Cuatro días después, se dio el partido en el escenario deportivo de la Tricolor, donde hizo valer la localía con la táctica de 5-4-1. En el transcurso del encuentro, el entrenador y su equipo con un 2-0 a favor, dio la oportunidad de jugar a Johan Venegas, el cual minutos más tarde, colocó el tercer tanto y el 3-0 final.

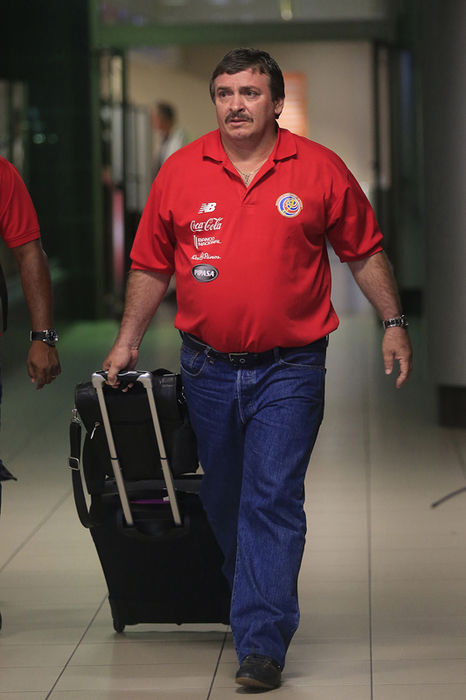
Óscar Ramírez llegando al país después de la Copa América Centenario.

El 2 de mayo de 2016, el director técnico anunció la lista preliminar de 40 jugadores que fueron considerados en la Copa América Centenario, en la cual 23 fueron escogidos para la competencia continental. Óscar llamó a cuatro guardametas, dieciséis defensores, catorce centrocampistas y seis delanteros. El 16 de mayo confirmó la nómina definitiva que viajó a Estados Unidos, país organizador del evento. Ramírez ratificó la base con la que había venido trabajando en los últimos meses, en la que destacaron jugadores como Joel Campbell, Bryan Ruiz, Celso Borges, Óscar Duarte, Cristian Gamboa, Marco Ureña, entre otros. Dentro de los convocados también destacaron los regresos de Yeltsin Tejeda y Michael Umaña. Sin embargo, se dio la baja de Keylor Navas, Esteban Alvarado y Ariel Rodríguez por lesión. Además, el técnico tuvo a disposición y entrenando con el resto del equipo a Pablo Salazar y Johnny Woodly por cualquier eventualidad. El 27 de mayo, dirigió a sus seleccionados para el encuentro de preparación previo a la copa, donde enfrentó a Venezuela en el Estadio Nacional; Ramírez realizó seis cambios y a pesar de que el rival empezó ganando, sus futbolistas pudieron dar vuelta el resultado y triunfar con marcador de 2-1, por lo que se ratificó el buen nivel mostrado durante las prácticas. El 4 de junio, se llevó a cabo el primer juego del torneo contra Paraguay, en el Estadio Citrus Bowl de Orlando. Óscar empleó su táctica tradicional de 5-4-1, pero ambas escuadras mostraron esquemas defensivos, lo que influyó considerablemente en el desarrollo del partido. El resultado terminó en igualdad sin anotaciones. Tres días después, el entrenador y sus dirigidos tuvieron la peor derrota en el Soldier Field de Chicago; el cotejo se realizó contra los Estados Unidos y los errores en la zona defensiva pesaron para que el marcador terminara 4-0. El 11 de junio se desarrolló el último juego de la fase de grupos, en el que su selección hizo frente a Colombia en el Estadio NRG de Houston; su dirigido Johan Venegas marcó el primer gol de la competencia para los costarricenses al minuto 1', pero poco después los colombianos empataron las cifras en el marcador. Más tarde, Venegas provocó la anotación en propia meta de Frank Fabra y, en el segundo tiempo, Celso Borges amplió para el 1-3. Sin embargo, su rival descontó y el resultado final fue de victoria 2-3. Con esto, los Ticos se ubicaron en el tercer puesto con 4 puntos, quedando eliminados.
El 24 de agosto de 2016, el director técnico anunció la lista de convocados para los dos partidos que concluyeron con la cuadrangular eliminatoria de la Concacaf. En su nómina marcó el regreso de jugadores como Yendrick Ruiz, Néstor Monge y Rodney Wallace. Sin embargo, este último salió lesionado en uno de los entrenamientos, por lo que Ramírez llamó a Daniel Colindres como sustituto. Además, dejó por fuera a Álvaro Saborío de manera inesperada, ya que el delantero solicitó no ser convocado. El 2 de septiembre se desarrolló el encuentro frente al combinado de Haití en el Estadio Sylvio Cator. En el transcurrir de los minutos, la situación táctica se tornó ríspida a causa del bloque defensivo y la corpulencia de cada futbolista rival. No obstante, un remate fuera del área ejecutado por Randall Azofeifa, en el segundo tiempo, fue suficiente para la victoria de 0-1. Con este resultado, los costarricenses aseguraron el pase a la siguiente ronda mundialista. El juego de cuatro días después contra Panamá en el Estadio Nacional no significó ningún riesgo para cada una de las selecciones, ya que ambas estaban clasificadas con anticipación. Por esta situación, Óscar realizó muchas variantes en su once inicial, haciendo debutar a futbolistas como Esteban Alvarado, Állan Miranda, Bryan Oviedo, Francisco Calvo y Yendrick Ruiz; este último entrando como sustitución, en la actual eliminatoria. A pesar de los cambios, sus dirigidos buscaron el triunfo y el doblete de Christian Bolaños y la anotación de Ronald Matarrita fueron fundamentales para el marcador de 3-1. Con esto, su país se colocó líder del grupo B con 16 puntos, contabilizando 5 victorias y un empate, para un 88% de rendimiento.

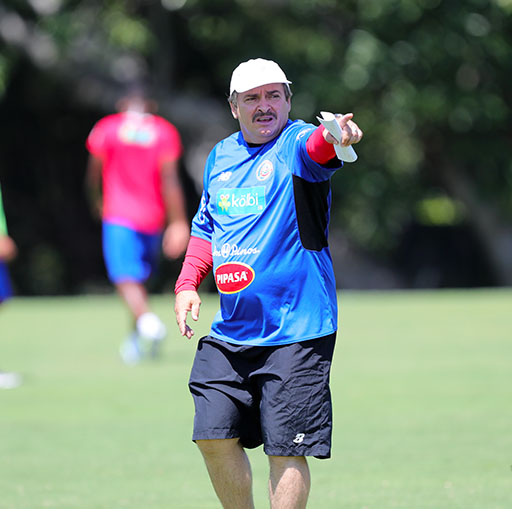
Ramírez en uno de los entrenamientos con la Selección de Costa Rica.

Durante las semanas posteriores al último encuentro eliminatorio de la cuadrangular, el entrenador realizó varios microciclos con jugadores de la Primera División de Costa Rica. El 29 de septiembre, anunció la convocatoria oficial para el juego de carácter amistoso frente al combinado de Rusia, donde resaltó la primera incorporación del lateral Jhamir Ordain, además del regreso del centrocampista Yeltsin Tejeda y del guardameta Keylor Navas. No obstante, el defensor Óscar Duarte y el mediocentro ofensivo Christian Bolaños quedaron fuera por lesión. Debido a la ausencia de Duarte, Ramírez llamó a Michael Umaña de Alajuelense para tomar el puesto. El 9 de octubre se desarrolló el compromiso contra los rusos en la inauguración del Krasnodar Stadium. La disposición de sus dirigidos en el primer tiempo hizo valer la consecución de los tantos de Randall Azofeifa y Bryan Ruiz, pero el rival descontó poco después. Antes del descanso, el gol en propia de Berezutski dio la ventaja de 1-3 a su país. Sin embargo, los locales igualaron rápidamente y, por otra parte, Ramírez ordenó el ingreso de cambio de Joel Campbell, quien al minuto 90' provocó el penal que luego fue aprovechado por él mismo para el gol de la victoria 3-4.
El 2 de noviembre de 2016, el seleccionador divulgó la base de futbolistas para los dos partidos de la fase hexagonal eliminatoria. Ramírez contó en esta ocasión con los jugadores Rodney Wallace y el delantero Ariel Rodríguez. Además, a la lista le sumó la presencia de Keylor Navas, Bryan Ruiz, Celso Borges, Christian Bolaños y Joel Campbell, quienes han tenido participación en procesos anteriores de la misma índole. La fecha inaugural de esta fase tuvo lugar el 11 de noviembre, en el Estadio Hasely Crawford ante Trinidad y Tobago. Su país tuvo escaso control del balón durante la primera parte, debido a las imprecisiones en cuanto a pases y el orden táctico del rival, situaciones que balanceó en la etapa complementaria. El dinamismo que estableció su conjunto le permitió a su dirigido Christian Bolaños abrir el marcador, quien además brindó una asistencia a Ronald Matarrita, al cierre del partido, para concretar el 0-2 final. Cuatro días después, en el Estadio Nacional, su nación recibió a Estados Unidos. Óscar, en este juego, añadió las incorporaciones del lateral derecho José Salvatierra y reacomodó a Johan Venegas como el delantero centro, en la alineación titular. Fiel a su estilo, con la línea de cinco defensores, cuatro centrocampistas y un atacante, mantuvo el orden en sus filas y su futbolista Venegas logró el primer tanto previo al entretiempo. En la segunda mitad, Bolaños se integró a la zona ofensiva y concretó el segundo gol, por medio de un centro derivado por Bryan Ruiz. Debido al desgaste en el aspecto físico de Venegas, el entrenador efectuó el relevo e hizo entrar a Joel Campbell, quien sumó un doblete para el resultado definitivo de 4-0.
La primera convocatoria del año 2017 se llevó a cabo el 2 de enero, con motivos de la decimocuarta edición de la Copa Centroamericana, la cual se desarrolló en territorio panameño. Ramírez conformó el grupo por 17 futbolistas de la Primera División costarricense y por 6 jugadores militando en el exterior. El 13 de enero comenzó el torneo regional donde sus dirigidos, en el Estadio Rommel Fernández, enfrentaron al conjunto de El Salvador. Óscar utilizó el esquema táctico de 5-3-2 y los futbolistas mostraron imprecisiones que repercutieron en el resultado final, para que este terminara empatado sin anotaciones. Para el compromiso de dos días después en el mismo escenario deportivo, los costarricenses tuvieron como rival al combinado de Belice. El entrenador varió completamente su alineación titular, donde el doblete del debutante José Guillermo Ortiz y el gol de Johan Venegas dieron la victoria de 0-3. No obstante, el 17 de enero se presentó nuevamente la igualdad de 0-0, siendo esta vez ante Nicaragua. Tres días posteriores se efectuó el clásico del área frente a Honduras, el cual finiquitó balanceado a un gol. El único revés de su nación fue el 22 de enero, por la última jornada, contra el anfitrión Panamá. El marcador de 1-0 confirmó el cuarto lugar de los costarricenses, además de un cupo directo para la Copa Oro de la Concacaf en ese mismo año.
El 17 de marzo de 2017, Óscar realizó la nómina de jugadores para la reanudación de la Eliminatoria Mundialista de Concacaf. A diferencia de las convocatorias anteriores, el entrenador llamó en esta oportunidad a 25 futbolistas, en caso de una sanción por acumulación de tarjetas amarillas o lesiones. Las principales novedades fueron las nuevas incorporaciones de José Guillermo Ortiz y Ulises Segura en este tipo de instancias, además del regreso del lateral Heiner Mora, quien no era tomado en cuenta desde los amistosos previos a la Copa del Mundo 2014. El 24 de marzo fue el primer compromiso ante México en el Estadio Azteca. El tanto tempranero del rival al minuto 6' y el gol al cierre de la etapa inicial fueron fulminantes en el marcador definitivo con derrota de 2-0. Con este resultado, Ramírez y sus dirigidos sufrieron el primer revés de la competencia y su valla invicta acabó en 186 minutos. La segunda visita de esta fecha FIFA se desarrolló cuatro días después contra Honduras en el Estadio Francisco Morazán. El cotejo se caracterizó por el clima caluroso de la ciudad de San Pedro Sula, ya que fue en horas de la tarde, también del controversial arbitraje del salvadoreño Joel Aguilar al no sancionar acciones de penal a ambas escuadras. La situación de su conjunto se volvió un poco áspera por el gol transitorio del contrincante al minuto 35', por lo que Óscar adelantó líneas para balancear el resultado. Con el reacomodo en la zona de centrocampistas, su selección tuvo más control del balón y al minuto 68' su dirigido Christian Bolaños, quien había entrado de relevo, ejecutó un tiro de esquina que llegó a la cabeza de Kendall Waston, el cual aprovechó su altura para conseguir la anotación que terminó siendo el empate.
Su nuevo llamado de jugadores para el conjunto Tricolor se dio el 26 de mayo de 2017, correspondiente a la eliminatoria mundialista en los dos partidos consecutivos como local en el Estadio Nacional. Manteniendo la base consolidada de legionarios, Ramírez sorprendió en la lista con las convocatorias de David Ramírez, Daniel Colindres y Ariel Rodríguez, quienes volvieron a las órdenes del entrenador después de un prolongado tiempo. El primer encuentro tuvo lugar contra Panamá el 8 de junio, donde sus dirigidos fueron los que tuvieron mayores oportunidades de anotar en los minutos iniciales. A causa de la expulsión de su defensor Giancarlo González en el segundo tiempo, el estratega se vio obligado a variar su sistema y los rivales asumieron el rol en la ofensiva. Sin embargo, tras situaciones apremiantes de ambas naciones, el resultado empatado sin goles prevaleció al término de los 90 minutos. Con esto su país acabó con la racha de diez juegos sin ceder puntos como local en estas instancias. Además, los panameños puntuaron después de veintinueve años de no hacerlo en territorio costarricense. Ramírez empleó una de sus formaciones con más presencia en el ataque en el compromiso del 13 de junio frente a Trinidad y Tobago. En tan solo 48 segundos de iniciado el juego, su dirigido Francisco Calvo aprovechó un centro de Joel Campbell para colocar, mediante un cabezazo dentro del área, la ventaja momentánea de 1-0. Las circunstancias se volvieron ríspidas por la respuesta del adversario, provocando la igualdad en las cifras, pero el tanto de Bryan Ruiz al minuto 44' solidificó el resultado de 2-1 para su nación, el cual fue cuidado de manera sagaz durante todo el segundo tiempo.

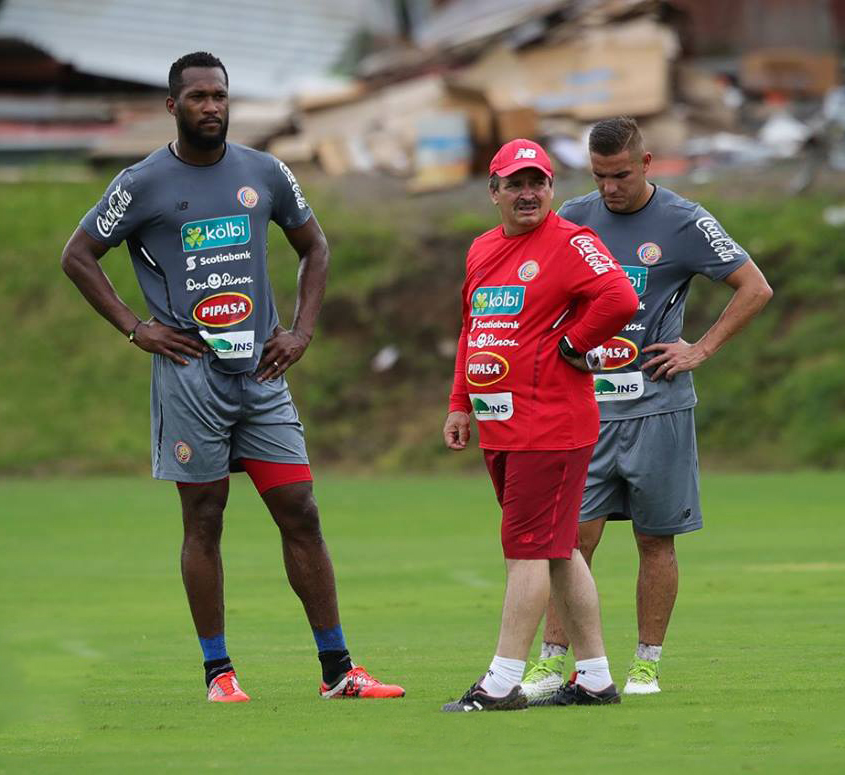
Ramírez (centro), junto a sus seleccionados Kendall Waston (izquierda) y David Guzmán (derecha).

El 16 de junio de 2017, el director técnico eligió a sus seleccionados que le hicieron frente a la Copa de Oro de la Concacaf, con sede en Estados Unidos. Ramírez hizo el grupo con veintiséis jugadores, cuya lista aparecen tres adicionales por cualquier eventualidad durante la concentración en los entrenamientos. El 7 de julio se disputó el primer encuentro del certamen en el Red Bull Arena de Nueva Jersey, lugar donde se efectuó el clásico centroamericano contra Honduras. Óscar utilizó a la mayoría de los futbolistas militando en el balompié estadounidense como principal novedad y, por otra parte, su dirigido Rodney Wallace brindó una asistencia a Marco Ureña al minuto 38', quien concretó el único gol de su nación para la victoria ajustada de 0-1. Cuatro días posteriores se dio el segundo cotejo ante Canadá en el BBVA Compass Stadium, escenario en el cual prevaleció la igualdad a un tanto. El 14 de julio mostró uno de los sistemas más ofensivos del grupo y dio oportunidades a los jugadores para que hiciesen su debut en la competencia, frente a Guayana Francesa en el Estadio Toyota de Frisco, Texas. Los Ticos se impusieron 3-0 y de esta manera aseguraron un lugar a la siguiente ronda. Su selección abrió la jornada de los cuartos de final el 19 de julio en el Lincoln Financial Field de Filadelfia, Pensilvania, contra Panamá. Un testarazo del rival Aníbal Godoy mediante un centro de David Guzmán, al minuto 76', provocó la anotación en propia puerta de los panameños, lo que favoreció a su combinado en la clasificación a la otra instancia por el marcador de 1-0. La participación de su escuadra concluyó el 22 de julio en el AT&T Stadium, con la única pérdida en semifinales de 0-2 ante Estados Unidos.
El 25 de agosto de 2017 dio la convocatoria de los seleccionados para enfrentar el penúltimo par de juegos eliminatorios. El 1 de septiembre se produjo el primer encuentro de esta fase, como visitante en el Red Bull Arena de Nueva Jersey ante el combinado de Estados Unidos. Ramírez, con su trabajo realizado en estudiar al rival tras el último duelo, logró mantener un balance en las líneas de defensa y ataque, para obtener la victoria con cifras de 0-2 mediante el doblete de su dirigido Marco Ureña a los minutos 30' y 82'. De esta manera, su nación rompió la racha de 32 años sin ganar en territorio estadounidense. Para el segundo juego del 5 de septiembre contra México, de local en el Estadio Nacional, los costarricenses rescataron el empate a un tanto tras haber estado con el marcador adverso.
Su última lista para el cierre de la hexagonal se hizo públicamente el 29 de septiembre de 2017, llevada a cabo en conferencia de prensa. El 7 de octubre tuvo lugar el partido frente a Honduras en el Estadio Nacional, con las condiciones del clásico centroamericano al tratarse de un encuentro ríspido y físico. Su selección estuvo por debajo en el marcador por la anotación del rival, y de esta forma Ramírez se vio obligado a variar el sistema táctico para evitar la derrota. Al minuto 94', su dirigido y capitán Bryan Ruiz lanzó un centro desde el sector de la derecha para que el balón fuese recibido por el defensor Kendall Waston, quien se había sumado al ataque y así imponer su altura con el cabezazo y empatar 1-1 de manera agónica. Con este resultado, su país aseguró una de las plazas directas al Mundial de Rusia 2018 que fueron otorgadas a la confederación. Para el juego de tres días después contra Panamá en el Estadio Rommel Fernández, la derrota de 2-1 no tuvo repercusión alguna en la tabla al tener el segundo lugar asentado. Óscar terminó la eliminatoria en general con nueve victorias, cinco empates y dos pérdidas, para un 67% de rendimiento.
Instaurado nuevamente en el periodo de partidos amistosos, el 3 de noviembre de 2017 entregó la convocatoria de veintitrés jugadores y la última del año para desarrollar los fogueos en el continente europeo. Destacó con el regreso del defensor Óscar Duarte —quien superó una lesión de más de siete meses—, así como de la inclusión del volante Osvaldo Rodríguez del Santos de Guápiles y el delantero José Guillermo Ortiz del Herediano. Dejó fuera de lista a los habituales Randall Azofeifa y Johnny Acosta, para que el conjunto rojiamarillo no registrase más ausencias en el certamen local. En el partido del 11 de noviembre, su nación enfrentó a España —campeona del mundo en una oportunidad— en el Estadio La Rosaleda de Málaga, donde las cifras de goleada 5-0 favorecieron a los adversarios. Sumó otra pérdida el 14 de noviembre, esta vez por 1-0 contra Hungría en el Groupama Arena de Budapest.
El 15 de marzo de 2018, Ramírez dio la lista de convocados para disputar una nueva gira de amistosos en Europa. Sorprendió en su nómina con los primeros llamados de Ian Smith, Wílmer Azofeifa y Josué Mitchell, también en los regresos de futbolistas poco habituales en su proceso como Kevin Briceño y Yendrick Ruiz. Derrotó 0-1 en condición de visitante a la escuadra de Escocia, el 23 de marzo, en el juego celebrado en Glasgow, de esta manera acabando con la racha de partidos sin ganar desde septiembre del año anterior. Cuatro días después, registró una pérdida por 1-0 ante Túnez en el Allianz Riviera de territorio francés.

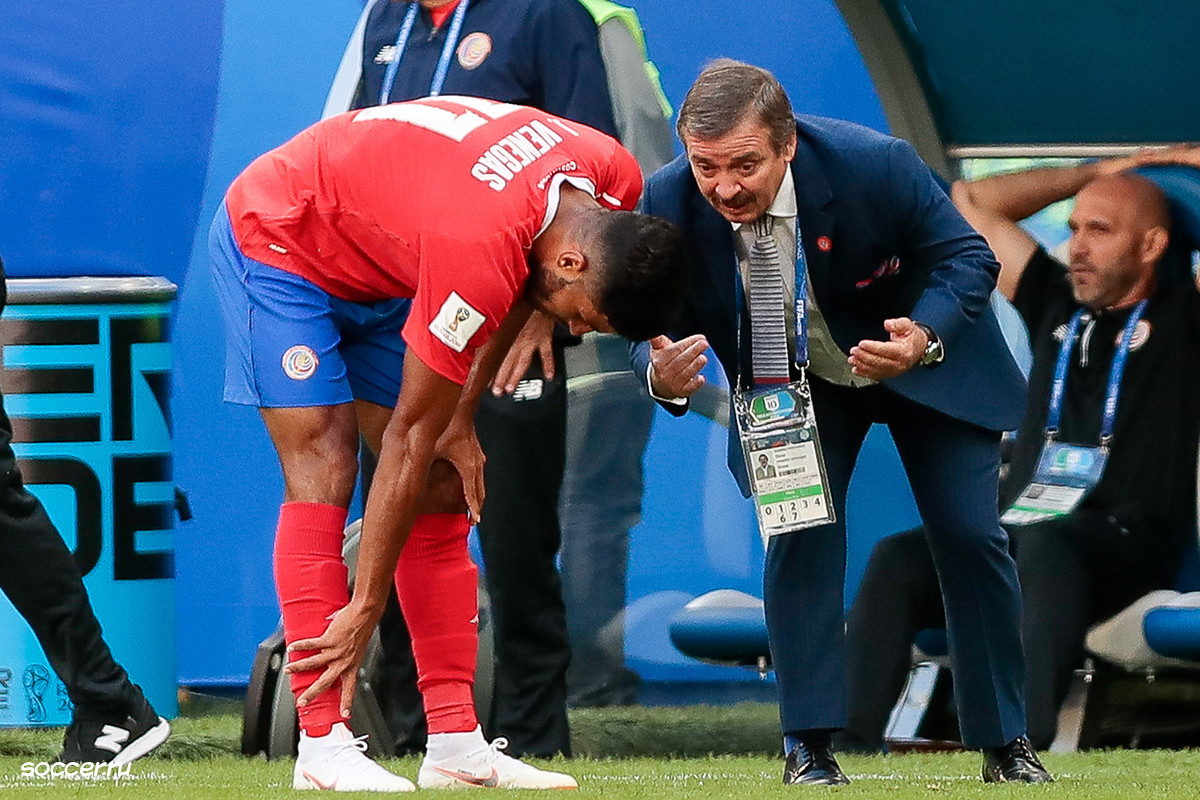
Óscar dando indicaciones a Johan Venegas el 17 de junio de 2018 contra Serbia.

El 14 de mayo de 2018 se hace oficial su lista oficial de veintitrés futbolistas para la Copa Mundial de Rusia. Su llamado se centra básicamente en el plantel que usó durante la eliminatoria, con la salvedad de Ian Smith quien llegó casi de último momento debido a la lesión del lateral habitual José Salvatierra. El 3 de junio dirigió el último partido de su combinado en condición de local previo a realizar el viaje al país anfitrión del certamen global, enfrentando a Irlanda del Norte en el Estadio Nacional. Las acciones fueron dominadas por sus jugadores en la mayor parte del tiempo y el resultado terminó en victoria cómoda por 3-0, con goles de Johan Venegas, Joel Campbell y Francisco Calvo. Perdió otro fogueo el 7 de junio por 2-0 ante Inglaterra en el Elland Road, por errores puntales en la zona defensiva. El 11 de junio sufrió el último revés amistoso con goleada de 4-1 contra Bélgica, juego que fue celebrado en la ciudad de Bruselas.
Debuta oficialmente como entrenador en la Copa Mundial el 17 de junio en el Cosmos Arena de Samara contra el equipo de Serbia. Ramírez alineó con un 5-4-1 y el juego desarrolló con acciones equilibradas durante la primera mitad. Sin embargo, el tiro libre del rival Aleksandar Kolarov al minuto 56' fue el gol con el cual se definió el resultado de 0-1. De esta forma, sus dirigidos obtuvieron la primera derrota del certamen —y la segunda ocasión que los costarricenses comienzan un revés en la historia de sus participaciones—. El 22 de junio se midió al combinado de Brasil en el Estadio Krestovski de San Petersburgo. En esta ocasión mostró una mejoría en la zona defensiva y en el aspecto colectivo en general para mantener el empate durante casi todo el partido. No obstante, los dos tantos por parte de los brasileños en los minutos finales acabaron con las aspiraciones de su conjunto de avanzar a la siguiente ronda de manera prematura. El 27 de junio, ya en un juego de trámite enfrentando a Suiza en el Estadio de Nizhni Nóvgorod, Óscar realizó tres variantes en su once inicial y dio la oportunidad a futbolistas como Daniel Colindres, Joel Campbell y Kendall Waston para que arrancaran como titulares. Hubo un progreso en el ímpetu ofensivo y pese a recibir un gol al minuto 31', sus jugadores buscaron la manera de balancear las cifras hasta que llegó Waston con un cabezazo certero al minuto 56'. Cuando todo parecía ser un fracaso en la participación de su escuadra al despedirse con tres pérdidas al hilo, se dio un penal que fue ejecutado por Bryan Ruiz cuyo disparo rebotó en la cabeza del portero Yann Sommer en el tiempo de reposición para que el marcador dictara la igualdad de 2-2. Su equipo ocupó el cuarto sitio del grupo E con solo un punto.
El 4 de julio se hizo oficial la salida de Ramírez de la selección debido a que la federación decidió no renovarle su contrato.

## Selección costarricense
Óscar Ramírez disputó con la Selección de Costa Rica 75 partidos, en los que anotó seis goles. Debutó como internacional absoluto el 6 de febrero de 1985, en el enfrentamiento de su país contra El Salvador, el cual terminó con marcador de 2-1 a favor de los costarricenses. El 26 de mayo de ese año, consiguió su primera anotación en el Estadio Morera Soto, para el encuentro correspondiente a la Clasificación del Mundial de 1986 frente a Estados Unidos; el resultado acabó en empate 1-1. Posteriormente, su selección no avanzó en el torneo regional y perdió la oportunidad de asistir al Campeonato Mundial celebrado en México. Seguidamente, Ramírez participó en la competición de la Concacaf de 1989, y alcanzó trascender hacia el Mundial de Italia 1990, luego de conseguir la primera clasificación en la historia. En este evento futbolístico, el jugador estuvo presente en los partidos de su país ante las escuadras de Escocia, Brasil y Suecia, con los resultados de triunfo, pérdida y victoria, respectivamente. De esta manera, el conjunto Tico llegó en segundo lugar a los octavos de final, donde enfrentó a Checoslovaquia y el marcador de 4-1 no les favoreció para sus aspiraciones. Con la base mundialista de jugadores, los costarricenses ganaron su primer título en la Copa de Naciones UNCAF, la cual se desarrolló desde el 26 de mayo hasta el 2 de junio de 1991. Semanas después, Óscar fue convocado para la primera edición de la Copa de Oro de Concacaf, llevada a cabo en territorio estadounidense, en la cual Costa Rica obtuvo el cuarto lugar. El centrocampista apareció en el proceso eliminatorio hacia Estados Unidos 1994, pero su país quedó eliminado en la segunda ronda después de alcanzar el tercer lugar de la cuadrangular. En abril de 1997 fue partícipe de la Copa UNCAF realizada en Guatemala. Ramírez marcó un Hat-Trick o triplete frente a Nicaragua para la victoria de 5-1. Finalmente, los costarricenses ganaron el título tras colocarse líderes de la ronda final. En junio de ese año se efectuó la Copa América en Bolivia; el mediocentro ofensivo estuvo en la nómina, pero su equipo fue eliminado en la fase de grupos, con dos pérdidas consecutivas y un empate ante Brasil, Colombia y México, respectivamente. Su última eliminatoria fue hacia Francia 1998, en la cual su conjunto avanzó a la hexagonal final, pero el puntaje no fue el suficiente para llegar a la competición.

## Estilo de juego
Ramírez en su primera etapa con el equipo de Alajuelense, solía jugar con un 4-2-3-1, con la presencia de los laterales hacia la ofensiva, con los dos contenciones que realizaban labores de cobertura mientras los primeros volvían a su posición original. Utilizaba el esquema para dos extremos de perfil natural y un mediocentro ofensivo, los cuales brindaban asistencias, por medio de pases filtrados y centros, a un delantero de área. Una característica de Óscar es la rotación de plantilla, ampliando al máximo la participación de todos los jugadores, para dosificar al equipo y evitar lesiones. En ocasiones variaba el sistema para colocar tres defensores y cinco en el centro del campo, y en otras agregaba un futbolista adicional para cambiar a línea de cinco defensores, esto con el objetivo de cuidar un marcador. En su segundo periodo con los rojinegros, la táctica de 4-4-2 rombo fue la más frecuente en las alineaciones del entrenador. A diferencia de la primera estrategia, la línea de atacantes llegaba a reforzarse por añadir a un jugador más, además de la aparición de los interiores por las bandas.
En la Selección de Costa Rica, el esquema cambió completamente, debido a la cantidad de futbolistas por línea. La formación más frecuente es la 5-4-1 o para funciones más ofensivas, la 5-3-2 sin variar el número de defensas. Óscar Ramírez es estudioso de la situación del juego, analiza las posibles variantes y hace ingresar desde el banquillo a un jugador que aporta significativamente al partido.

## Clubes

### Como jugador
| Club               | País       | Año         |
| ------------------ | ---------- | ----------- |
| L.D. Alajuelense   | Costa Rica | 1983 - 1993 |
| Deportivo Saprissa | Costa Rica | 1993 - 1995 |
| Belén F.C.         | Costa Rica | 1995 - 1997 |
| Deportivo Saprissa | Costa Rica | 1997 - 1999 |
| A.D. Guanacasteca  | Costa Rica | 1999 - 2000 |

### Como entrenador
| Club                                         | País       | Año         |
| -------------------------------------------- | ---------- | ----------- |
| Belén F.C.                                   | Costa Rica | 2001 - 2003 |
| Deportivo Saprissa (Segundo entrenador)      | Costa Rica | 2003 - 2006 |
| Selección de Costa Rica (Segundo entrenador) | Costa Rica | 2006 - 2008 |
| Santos de Guápiles                           | Costa Rica | 2009        |
| L.D. Alajuelense                             | Costa Rica | 2010 - 2015 |
| Selección de Costa Rica                      | Costa Rica | 2015 - 2018 |
| L.D. Alajuelense                             | Costa Rica | 2025 -      |

## Vida privada
Está casado con Jeannette Delgado desde 1991, tiene cuatro hijos y posee una finca en Hojancha, Guanacaste. A los 18 años tenía tendencia a la obesidad. Cuando apareció en la primera publicidad de Alajuelense, el también futbolista Javier Jiménez le preguntó la razón de su estado físico, pero Óscar no le explicó claramente. Ramírez actualmente pesa 84 kilos, y el causante de aumento de peso se debió al constante análisis en la profesión de entrenador, el cual restó tiempo al trabajo de la apariencia. Además de la constante presión de dirigir cada tres o cuatro días durante el periodo de 2010 a 2015. El estratega arrastraba el antecedente de trabajar en el restaurante de comida rápida de su padre, donde básicamente la cena diaria era pollo frito. Sin embargo, lo que caracteriza a Ramírez es el orden táctico, la credibilidad y responsabilidad en el banquillo.

## Estadísticas

### Como jugador

#### Participaciones internacionales
| Competición                     | Sede                                 | Resultado        |
| ------------------------------- | ------------------------------------ | ---------------- |
| Campeonato de Concacaf 1985     | Norteamérica, Centroamérica y Caribe | Tercer lugar     |
| Campeonato de Concacaf 1989     | Norteamérica, Centroamérica y Caribe | Campeón          |
| Copa Mundial de 1990            | Italia                               | Octavos de final |
| Copa de Naciones UNCAF 1991     | Costa Rica                           | Campeón          |
| Copa de Oro de la Concacaf 1991 | Estados Unidos                       | Cuarto lugar     |
| Copa de Naciones UNCAF 1997     | Guatemala                            | Campeón          |
| Copa América 1997               | Bolivia                              | Fase de grupos   |

#### Goles internacionales
| Núm. | Fecha                | Lugar                                | Rival             | Gol | Resultado | Competición                    |
| ---- | -------------------- | ------------------------------------ | ----------------- | --- | --------- | ------------------------------ |
| 1    | 26 de mayo de 1985   | Estadio Morera Soto, Costa Rica      | Estados Unidos    | 1-0 | 1-1       | Clasificación del Mundial 1986 |
| 2    | 18 de julio de 1985  | Estadio Ricardo Saprissa, Costa Rica | Trinidad y Tobago |     | 3-1       | Amistoso                       |
| 3    | 23 de agosto de 1992 | Estadio Nacional, Costa Rica         | Panamá            | 2-0 | 5-1       | Clasificación del Mundial 1994 |
| 4    | 18 de abril de 1997  | Estadio Mateo Flores, Guatemala      | Nicaragua         | 2-0 | 5-1       | Copa UNCAF 1997                |
| 5    | 18 de abril de 1997  | Estadio Mateo Flores, Guatemala      | Nicaragua         | 3-0 | 5-1       | Copa UNCAF 1997                |
| 6    | 18 de abril de 1997  | Estadio Mateo Flores, Guatemala      | Nicaragua         | 5-0 | 5-1       | Copa UNCAF 1997                |

### Como entrenador

#### Rendimiento
| Equipo                  | País       | Fecha de inicio | Fecha de fin | Historial   | Historial     | Historial       | Historial | Historial | Historial | Historial | Historial |
| Partidos                | Ganados    | Empatados       | Perdidos     | Ganados (%) | Goles a favor | Goles en contra | +/−       |           |           |           |           |
| ----------------------- | ---------- | --------------- | ------------ | ----------- | ------------- | --------------- | --------- | --------- | --------- | --------- | --------- |
| Santos de Guápiles      | Costa Rica | 21/02/2009      | 21/12/2009   | 16          | 5             | 6               | 5         | 43.75%    | 14        | 18        | -4        |
| L. D. Alajuelense       | Costa Rica | 13/05/2010      | 03/01/2013   | 125         | 73            | 27              | 25        | 65.6%     | 217       | 139       | +78       |
| L. D. Alajuelense       | Costa Rica | 13/05/2013      | 25/05/2015   | 124         | 67            | 26              | 31        | 61.02%    | 205       | 116       | +89       |
| Selección de Costa Rica | Costa Rica | 18/08/2015      | 04/07/2018   | 47          | 21            | 11              | 15        | 52.48%    | 54        | 47        | +7        |
| Total                   | Total      | Total           | Total        | 312         | 166           | 70              | 76        | 60.68%    | 490       | 320       | +170      |

- No se incluyen datos de Segunda División con Belén y Santos de Guápiles.
- Con Alajuelense logró disputar la Concacaf Liga de Campeones en varias ocasiones; su mayor avance fue en las semifinales de la competición, específicamente en las temporadas 2013-14 y 2014-15. En el ámbito nacional, Ramírez se convirtió en el director técnico con más títulos ganados en el club (5).

#### Encuentros dirigidos con la Selección de Costa Rica
| 1  | Red Bull Arena, Nueva Jersey, Estados Unidos              | Brasil            | 5 de septiembre de 2015 | 1 - 0 | Amistoso internacional    |
| 2  | Estadio Nacional, San José, Costa Rica                    | Uruguay           | 8 de septiembre de 2015 | 1 - 0 | Amistoso internacional    |
| 3  | Estadio Nacional, San José, Costa Rica                    | Sudáfrica         | 8 de octubre de 2015    | 0 - 1 | Amistoso internacional    |
| 4  | Red Bull Arena, Nueva Jersey, Estados Unidos              | Estados Unidos    | 13 de octubre de 2015   | 0 - 1 | Amistoso internacional    |
| 5  | Estadio Nacional, San José, Costa Rica                    | Haití             | 13 de noviembre de 2015 | 1 - 0 | Eliminatoria Rusia 2018   |
| 6  | Estadio Rommel Fernández, Panamá, Panamá                  | Panamá            | 17 de noviembre de 2015 | 1 - 2 | Eliminatoria Rusia 2018   |
| 7  | Estadio Edgardo Baltodano, Guanacaste, Costa Rica         | Nicaragua         | 15 de diciembre de 2015 | 1 - 0 | Amistoso internacional    |
| 8  | Estadio Agustín Tovar, Barinas, Venezuela                 | Venezuela         | 2 de febrero de 2016    | 1 - 0 | Amistoso internacional    |
| 9  | Estadio Nacional, Kingston, Jamaica                       | Jamaica           | 25 de marzo de 2016     | 1 - 1 | Eliminatoria Rusia 2018   |
| 10 | Estadio Nacional, San José, Costa Rica                    | Jamaica           | 29 de marzo de 2016     | 3 - 0 | Eliminatoria Rusia 2018   |
| 11 | Estadio Nacional, San José, Costa Rica                    | Venezuela         | 27 de mayo de 2016      | 2 - 1 | Amistoso internacional    |
| 12 | Estadio Citrus Bowl, Orlando, Estados Unidos              | Paraguay          | 4 de junio de 2016      | 0 - 0 | Copa América Centenario   |
| 13 | Soldier Field, Chicago, Estados Unidos                    | Estados Unidos    | 7 de junio de 2016      | 4 - 0 | Copa América Centenario   |
| 14 | Estadio NRG, Houston, Estados Unidos                      | Colombia          | 11 de junio de 2016     | 2 - 3 | Copa América Centenario   |
| 15 | Estadio Sylvio Cator, Puerto Príncipe, Haití              | Haití             | 2 de septiembre de 2016 | 0 - 1 | Eliminatoria Rusia 2018   |
| 16 | Estadio Nacional, San José, Costa Rica                    | Panamá            | 6 de septiembre de 2016 | 3 - 1 | Eliminatoria Rusia 2018   |
| 17 | Krasnodar Stadium, Krasnodar, Rusia                       | Rusia             | 9 de octubre de 2016    | 3 - 4 | Amistoso internacional    |
| 18 | Estadio Hasely Crawford, Puerto España, Trinidad y Tobago | Trinidad y Tobago | 11 de noviembre de 2016 | 0 - 2 | Eliminatoria Rusia 2018   |
| 19 | Estadio Nacional, San José, Costa Rica                    | Estados Unidos    | 15 de noviembre de 2016 | 4 - 0 | Eliminatoria Rusia 2018   |
| 20 | Estadio Rommel Fernández, Panamá, Panamá                  | El Salvador       | 13 de enero de 2017     | 0 - 0 | Copa Centroamericana 2017 |
| 21 | Estadio Rommel Fernández, Panamá, Panamá                  | Belice            | 15 de enero de 2017     | 0 - 3 | Copa Centroamericana 2017 |
| 22 | Estadio Rommel Fernández, Panamá, Panamá                  | Nicaragua         | 17 de enero de 2017     | 0 - 0 | Copa Centroamericana 2017 |
| 23 | Estadio Rommel Fernández, Panamá, Panamá                  | Honduras          | 20 de enero de 2017     | 1 - 1 | Copa Centroamericana 2017 |
| 24 | Estadio Rommel Fernández, Panamá, Panamá                  | Panamá            | 22 de enero de 2017     | 1 - 0 | Copa Centroamericana 2017 |
| 25 | Estadio Azteca, Ciudad de México, México                  | México            | 24 de marzo de 2017     | 2 - 0 | Eliminatoria Rusia 2018   |
| 26 | Estadio Francisco Morazán, San Pedro Sula, Honduras       | Honduras          | 28 de marzo de 2017     | 1 - 1 | Eliminatoria Rusia 2018   |
| 27 | Estadio Nacional, San José, Costa Rica                    | Panamá            | 8 de junio de 2017      | 0 - 0 | Eliminatoria Rusia 2018   |
| 28 | Estadio Nacional, San José, Costa Rica                    | Trinidad y Tobago | 13 de junio de 2017     | 2 - 1 | Eliminatoria Rusia 2018   |
| 29 | Red Bull Arena, Nueva Jersey, Estados Unidos              | Honduras          | 7 de julio de 2017      | 0 - 1 | Copa de Oro 2017          |
| 30 | BBVA Compass Stadium, Texas, Estados Unidos               | Canadá            | 11 de julio de 2017     | 1 - 1 | Copa de Oro 2017          |
| 31 | Estadio Toyota, Texas, Estados Unidos                     | Guayana Francesa  | 14 de julio de 2017     | 3 - 0 | Copa de Oro 2017          |
| 32 | Lincoln Financial Field, Philadelphia, Estados Unidos     | Panamá            | 19 de julio de 2017     | 1 - 0 | Copa de Oro 2017          |
| 33 | AT&T Stadium, Texas, Estados Unidos                       | Estados Unidos    | 22 de julio de 2017     | 0 - 2 | Copa de Oro 2017          |
| 34 | Red Bull Arena, Nueva Jersey, Estados Unidos              | Estados Unidos    | 1 de septiembre de 2017 | 0 - 2 | Eliminatoria Rusia 2018   |
| 35 | Estadio Nacional, San José, Costa Rica                    | México            | 5 de septiembre de 2017 | 1 - 1 | Eliminatoria Rusia 2018   |
| 36 | Estadio Nacional, San José, Costa Rica                    | Honduras          | 7 de octubre de 2017    | 1 - 1 | Eliminatoria Rusia 2018   |
| 37 | Estadio Rommel Fernández, Panamá, Panamá                  | Panamá            | 10 de octubre de 2017   | 2 - 1 | Eliminatoria Rusia 2018   |
| 38 | Estadio La Rosaleda, Málaga, España                       | España            | 11 de noviembre de 2017 | 5 - 0 | Amistoso internacional    |
| 39 | Groupama Arena, Budapest, Hungría                         | Hungría           | 14 de noviembre de 2017 | 1 - 0 | Amistoso internacional    |
| 40 | Hampden Park, Glasgow, Escocia                            | Escocia           | 23 de marzo de 2018     | 0 - 1 | Amistoso internacional    |
| 41 | Allianz Riviera, Niza, Francia                            | Túnez             | 27 de marzo de 2018     | 1 - 0 | Amistoso internacional    |
| 42 | Estadio Nacional, San José, Costa Rica                    | Irlanda del Norte | 3 de junio de 2018      | 3 - 0 | Amistoso internacional    |
| 43 | Elland Road, Leeds, Inglaterra                            | Inglaterra        | 7 de junio de 2018      | 2 - 0 | Amistoso internacional    |
| 44 | Stade Roi Bauduin, Bruselas, Bélgica                      | Bélgica           | 11 de junio de 2018     | 4 - 1 | Amistoso internacional    |
| 45 | Cosmos Arena, Samara, Rusia                               | Serbia            | 17 de junio de 2018     | 0 - 1 | Mundial Rusia 2018        |
| 46 | Estadio Krestovski, San Petersburgo, Rusia                | Brasil            | 22 de junio de 2018     | 2 - 0 | Mundial Rusia 2018        |
| 47 | Estadio de Nizhni Nóvgorod, Nizhni Nóvgorod, Rusia        | Suiza             | 27 de junio de 2018     | 2 - 2 | Mundial Rusia 2018        |

## Palmarés

### Como jugador

#### Títulos nacionales
| Título                         | Club               | País       | Año  |
| ------------------------------ | ------------------ | ---------- | ---- |
| Primera División de Costa Rica | L. D. Alajuelense  | Costa Rica | 1983 |
| Primera División de Costa Rica | L. D. Alajuelense  | Costa Rica | 1984 |
| Primera División de Costa Rica | L. D. Alajuelense  | Costa Rica | 1991 |
| Primera División de Costa Rica | L. D. Alajuelense  | Costa Rica | 1992 |
| Primera División de Costa Rica | Deportivo Saprissa | Costa Rica | 1994 |
| Primera División de Costa Rica | Deportivo Saprissa | Costa Rica | 1995 |
| Torneo de Copa de Costa Rica   | Belén F. C.        | Costa Rica | 1996 |
| Primera División de Costa Rica | Deportivo Saprissa | Costa Rica | 1998 |
| Primera División de Costa Rica | Deportivo Saprissa | Costa Rica | 1999 |

#### Títulos internacionales
| Título                           | Equipo                  | País       | Año  |
| -------------------------------- | ----------------------- | ---------- | ---- |
| Copa de Campeones de la Concacaf | L. D. Alajuelense       | Costa Rica | 1986 |
| Campeonato de Concacaf           | Selección de Costa Rica | Costa Rica | 1989 |
| Copa de Naciones UNCAF           | Selección de Costa Rica | Costa Rica | 1991 |
| Copa de Campeones de la Concacaf | Deportivo Saprissa      | Guatemala  | 1993 |
| Copa de Campeones de la Concacaf | Deportivo Saprissa      | Costa Rica | 1995 |
| Copa de Naciones UNCAF           | Selección de Costa Rica | Guatemala  | 1997 |
| Torneo Grandes de Centroamérica  | Deportivo Saprissa      | Guatemala  | 1998 |

### Como entrenador

#### Títulos nacionales
| Título                         | Club               | País       | Año  |
| ------------------------------ | ------------------ | ---------- | ---- |
| Segunda División de Costa Rica | Santos de Guápiles | Costa Rica | 2009 |
| Primera División de Costa Rica | L. D. Alajuelense  | Costa Rica | 2010 |
| Primera División de Costa Rica | L. D. Alajuelense  | Costa Rica | 2011 |
| Primera División de Costa Rica | L. D. Alajuelense  | Costa Rica | 2011 |
| Supercopa de Costa Rica        | L. D. Alajuelense  | Costa Rica | 2012 |
| Primera División de Costa Rica | L. D. Alajuelense  | Costa Rica | 2012 |
| Primera División de Costa Rica | L. D. Alajuelense  | Costa Rica | 2013 |
| Recopa de Costa Rica           | L. D. Alajuelense  | Costa Rica | 2025 |

#### Distinciones individuales
| Distinción                                                      | Año  |
| --------------------------------------------------------------- | ---- |
| Cuerpo técnico más destacado del Verano 2011                    | 2011 |
| Cuerpo técnico campeón del Invierno 2011                        | 2012 |
| Mejor director técnico del Invierno 2012                        | 2013 |
| Tercer mejor entrenador de Concacaf del año 2014                | 2014 |
| Mejor director técnico de la temporada 2014-2015 de la Liga FPD | 2015 |
| Mejor entrenador de Concacaf del año 2016                       | 2017 |